# Cazaubon
Pour les articles homonymes, voir Pierre-Louis Cazaubon et Cazaubon (homonymie).
Cazaubon (Casaubon en gascon) est une commune française située dans le département du Gers, en région Occitanie. Sur le plan historique et culturel, la commune est dans le Bas-Armagnac, ou Armagnac noir, un pays s'inscrivant entre les vallées de l'Auzoue, la Gélise, la Douze et du Midou.
Exposée à un climat océanique altéré, elle est drainée par la Douze, l'Estampon, le Bergon, l'Uby et par divers autres petits cours d'eau. La commune possède un patrimoine naturel remarquable : un site Natura 2000 (les « étangs d'Armagnac ») et trois zones naturelles d'intérêt écologique, faunistique et floristique.
Cazaubon est une commune rurale qui compte 1 663 habitants en 2022. Ses habitants sont appelés les Cazaubonnais ou  Cazaubonnaises.
Le patrimoine architectural de la commune comprend deux  immeubles protégés au titre des monuments historiques : l'église Saint-Pierre de Barbotan, inscrite en 1925, et la porte de Barbotan, inscrite en 1926.

## Géographie

### Localisation
La commune de Cazaubon est située à l'extrême nord-ouest du Gers, près de la forêt des Landes. Elle est limitrophe du département des Landes.

### Communes limitrophes
Les communes limitrophes sont Gabarret, Labastide-d'Armagnac, Lagrange, Parleboscq, Ayzieu, Campagne-d'Armagnac, Eauze, Larée, Marguestau, Monclar et Réans.
|                               | Lagrange (Landes)  | Gabarret (Landes)                 |
| Labastide-d'Armagnac (Landes) | Cazaubon           | Parleboscq (Landes)               |
| Monclar, Larée                | Marguestau, Ayzieu | Eauze, Réans, Campagne-d'Armagnac |

### Géologie et relief
Cazaubon se situe en zone de sismicité 1 (sismicité très faible).

### Hydrographie

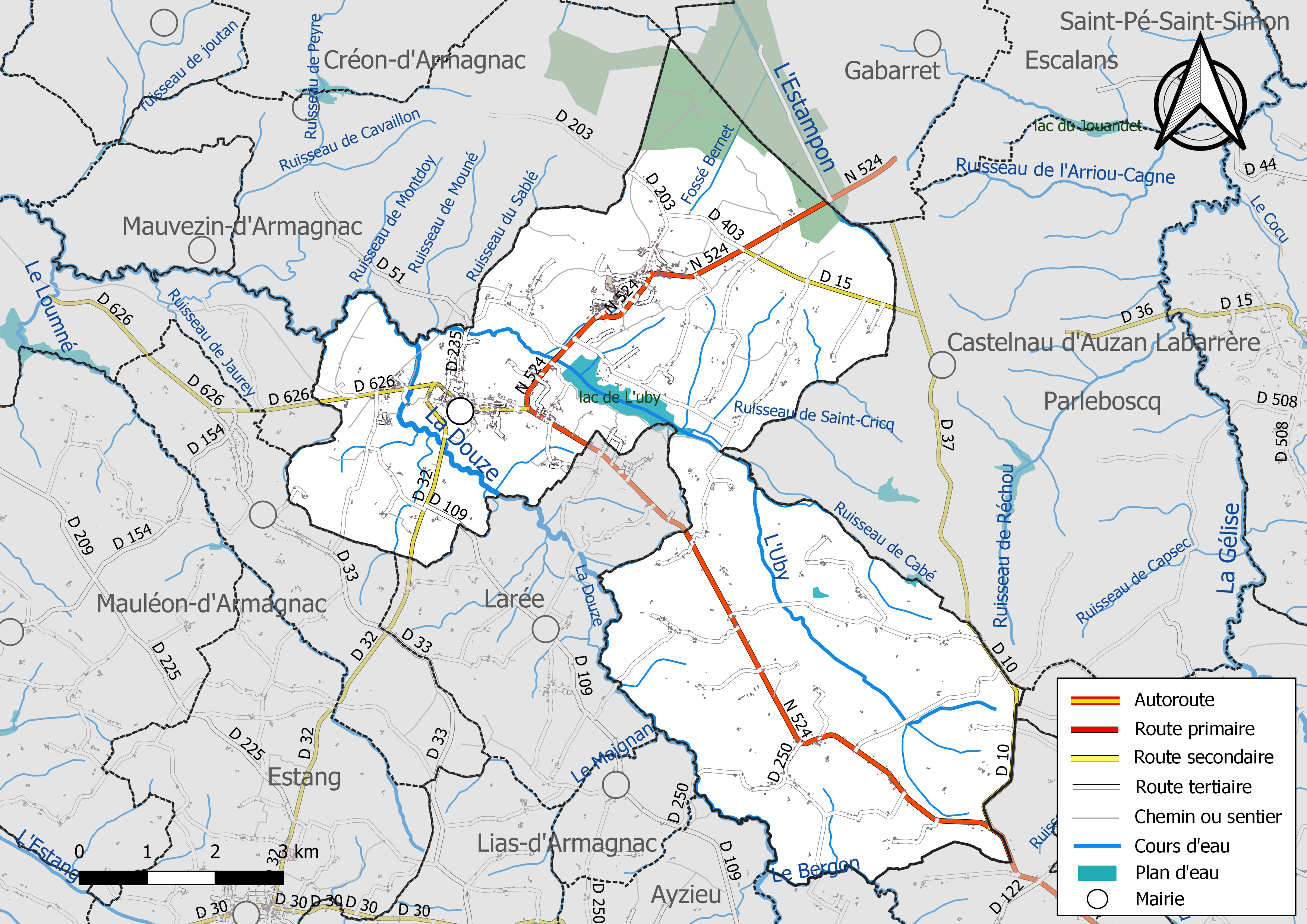
Réseaux hydrographique et routier de Cazaubon.

Situé dans le bassin versant de l'Adour, le territoire de la commune est traversé par la Douze, un affluent de la Midouze, et par ses tributaires (rive droite), l'Estampon (et par l'affluent de celui-ci, le fossé Bernet), le Bergon, le Maignan, le ruisseau de las Naouhounts et l'Uby, et les affluents de ce dernier, les ruisseaux de Saint-Cricq, de la Carpoulère, de Barbotan et de Cabé.
La commune comprend la station thermale de Barbotan-les-Thermes.

### Climat
Pour des articles plus généraux, voir Climat de l'Occitanie et Climat du Gers.
En 2010, le climat de la commune est de type climat océanique altéré, selon une étude s'appuyant sur une série de données couvrant la période 1971-2000. En 2020, Météo-France publie une typologie des climats de la France métropolitaine dans laquelle la commune est toujours exposée à un climat océanique altéré et est dans la région climatique Aquitaine, Gascogne, caractérisée par une pluviométrie abondante au printemps, modérée en automne, un faible ensoleillement au printemps, un été chaud (19,5 °C), des vents faibles, des brouillards fréquents en automne et en hiver et des orages fréquents en été (15 à 20 jours).
Pour la période 1971-2000, la température annuelle moyenne est de 13 °C, avec une amplitude thermique annuelle de 14,9 °C. Le cumul annuel moyen de précipitations est de 933 mm, avec 11,1 jours de précipitations en janvier et 7 jours en juillet. Pour la période 1991-2020, la température moyenne annuelle observée sur la station météorologique la plus proche, située sur la commune de Créon-d'Armagnac à 7 km à vol d'oiseau, est de 13,1 °C et le cumul annuel moyen de précipitations est de 865,3 mm,. Pour l'avenir, les paramètres climatiques de la commune estimés pour 2050 selon différents scénarios d'émission de gaz à effet de serre sont consultables sur un site dédié publié par Météo-France en novembre 2022.

### Milieux naturels et biodiversité

#### Réseau Natura 2000

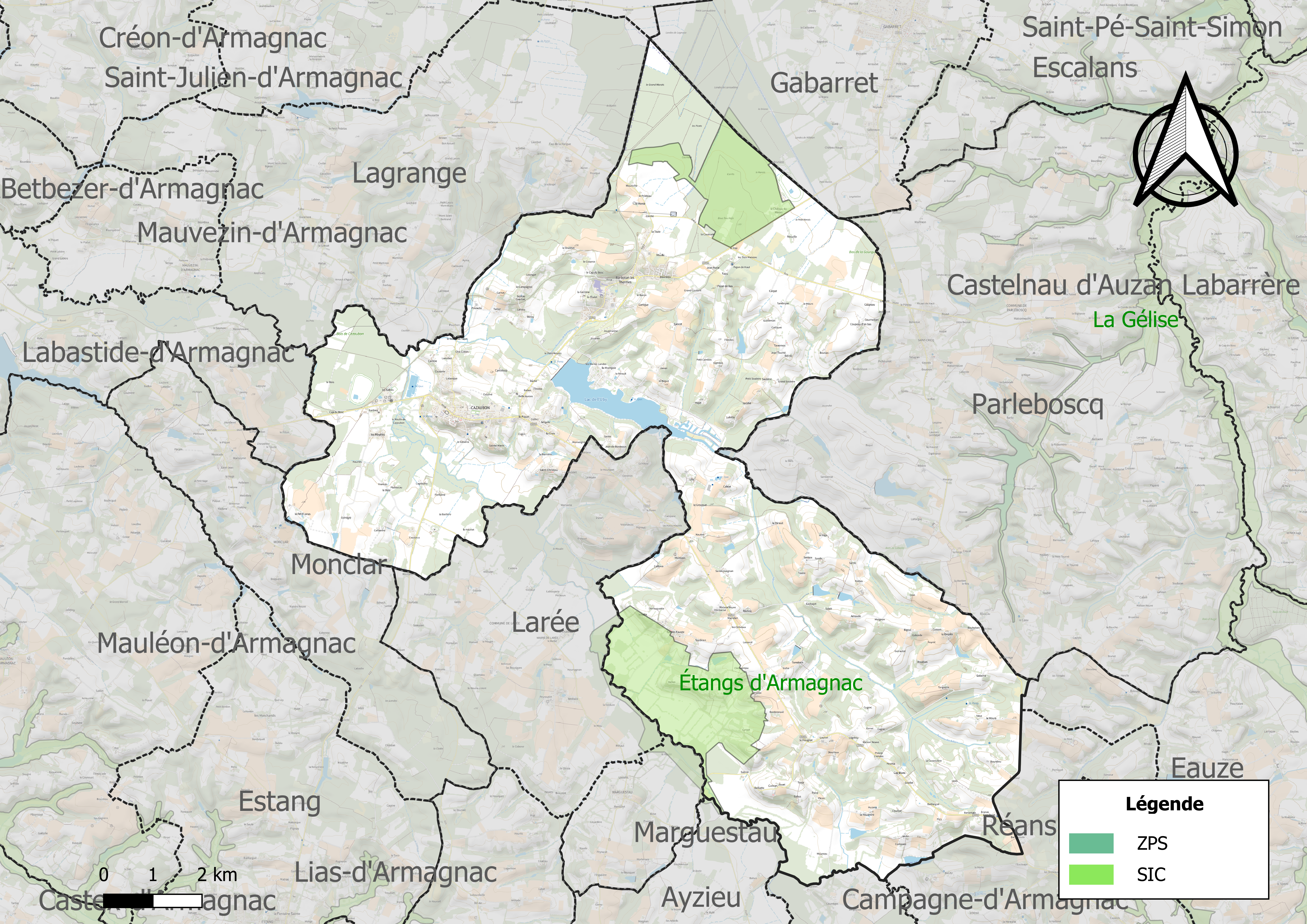
Site Natura 2000 sur le territoire communal.

Le réseau Natura 2000 est un réseau écologique européen de sites naturels d'intérêt écologique élaboré à partir des directives habitats et oiseaux, constitué de zones spéciales de conservation (ZSC) et de zones de protection spéciale (ZPS).
Un site Natura 2000 a été défini sur la commune au titre de la directive habitats : les « étangs d'Armagnac », d'une superficie de 1 028 ha, un site éclaté composé de plusieurs étangs et leurs abords, d'une zone bocagère, d'une zone forestière et marécageuse, dans le bassin versant de l'Armagnac comprenant les principales populations de la Cistude d'Europe (présence de la plus grande population pour Midi-Pyrénées).

#### Zones naturelles d'intérêt écologique, faunistique et floristique
L’inventaire des zones naturelles d'intérêt écologique, faunistique et floristique (ZNIEFF) a pour objectif de réaliser une couverture des zones les plus intéressantes sur le plan écologique, essentiellement dans la perspective d’améliorer la connaissance du patrimoine naturel national et de fournir aux différents décideurs un outil d’aide à la prise en compte de l’environnement dans l’aménagement du territoire.
Deux ZNIEFF de type 1 sont recensées sur la commune :
les « bois du château du marais » (890 ha), couvrant 5 communes dont une dans le Gers et quatre dans les Landes, et 
la « vallée de la Douze et bocage du château de Tourné » (411 ha), couvrant 4 communes du département
et une ZNIEFF de type 2, : 
« la Douze et milieux annexes » (11 575 ha), couvrant 29 communes dont 26 dans le Gers et trois dans les Landes.

Carte des ZNIEFF de type 1 et 2 à Cazaubon.
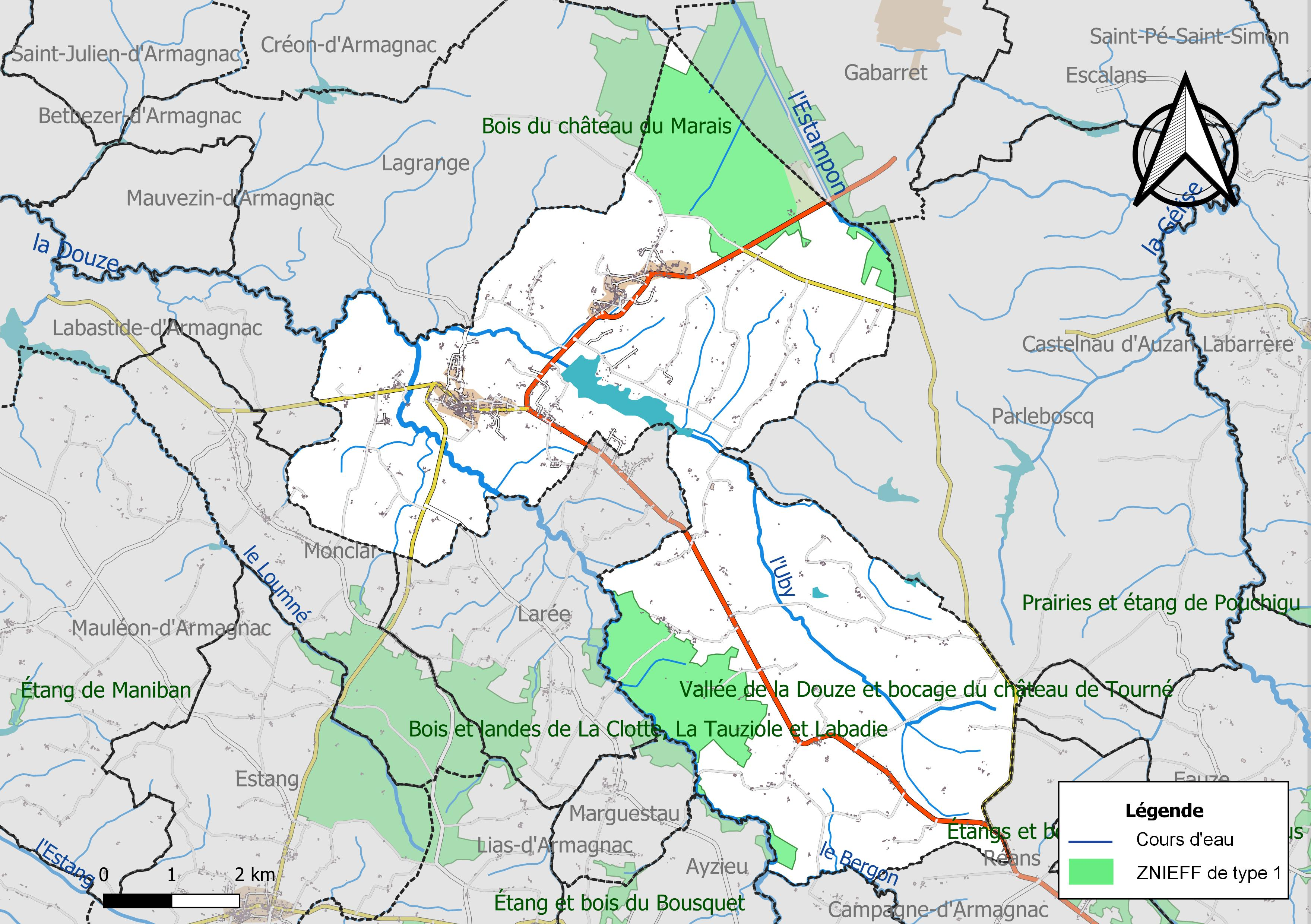
Carte des ZNIEFF de type 1 sur la commune.
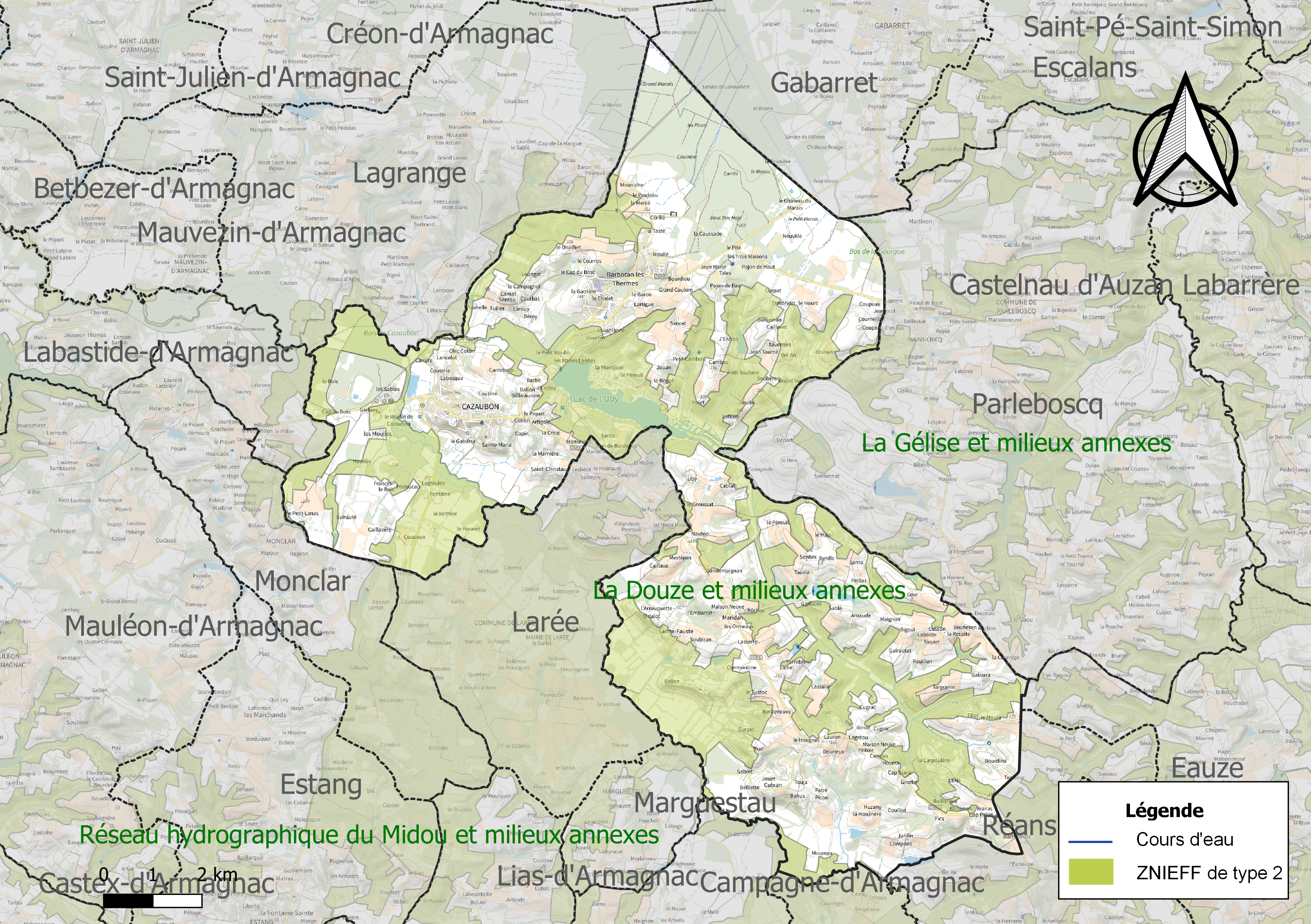
Carte de la ZNIEFF de type 2 sur la commune.

## Urbanisme

### Typologie
Au 1er janvier 2024, Cazaubon est catégorisée commune rurale à habitat très dispersé, selon la nouvelle grille communale de densité à sept niveaux définie par l'Insee en 2022.
Elle est située hors unité urbaine et hors attraction des villes,.

### Occupation des sols

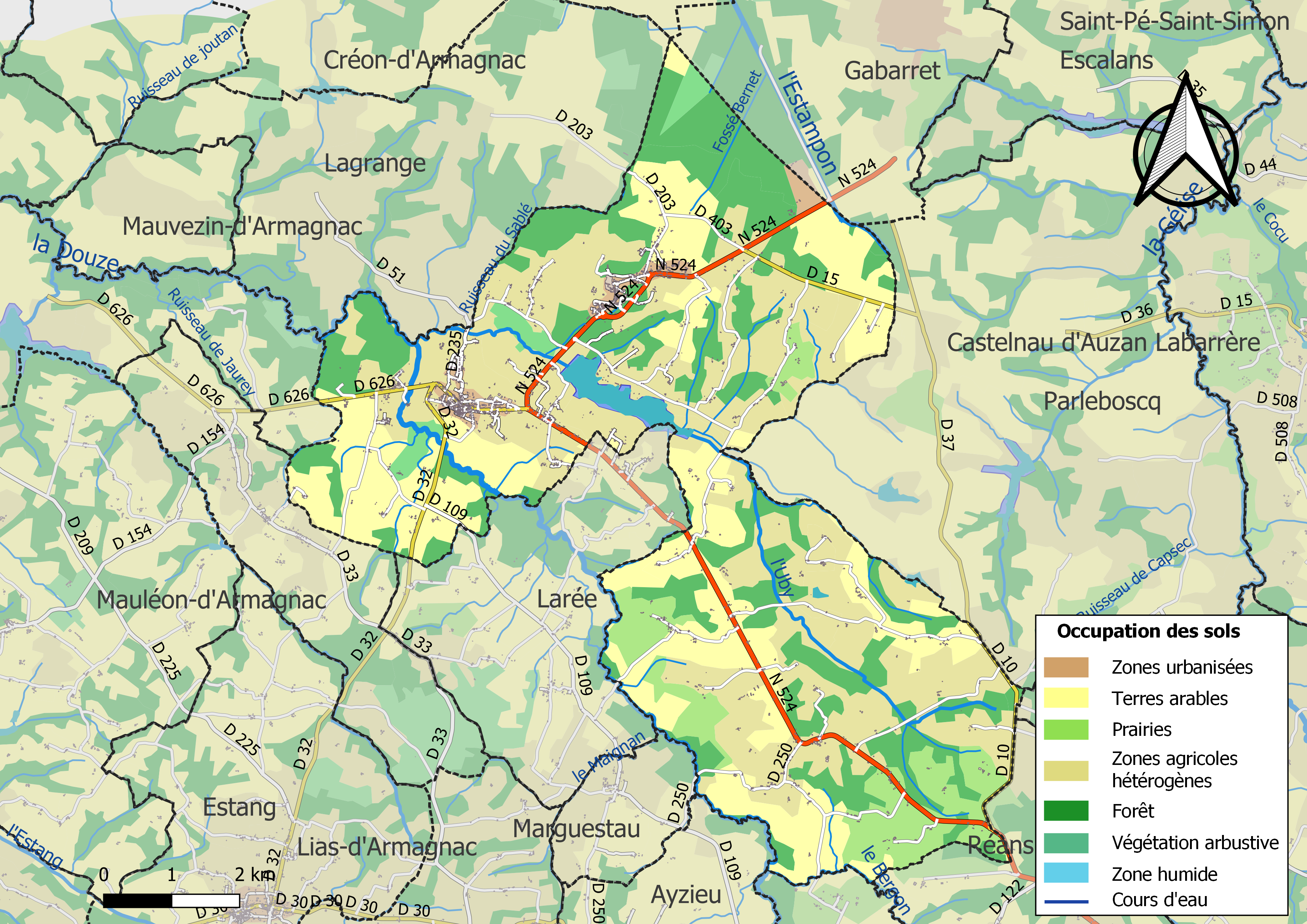
Carte des infrastructures et de l'occupation des sols de la commune en 2018 (CLC).

L'occupation des sols de la commune, telle qu'elle ressort de la base de données européenne d’occupation biophysique des sols Corine Land Cover (CLC), est marquée par l'importance des territoires agricoles (68,6 % en 2018), en diminution par rapport à 1990 (69,6 %). La répartition détaillée en 2018 est la suivante : 
zones agricoles hétérogènes (33,1 %), forêts (25,1 %), terres arables (20,3 %), cultures permanentes (7,9 %), prairies (7,3 %), milieux à végétation arbustive et/ou herbacée (2,9 %), zones urbanisées (2 %), eaux continentales (1,2 %), espaces verts artificialisés, non agricoles (0,3 %). L'évolution de l’occupation des sols de la commune et de ses infrastructures peut être observée sur les différentes représentations cartographiques du territoire : la carte de Cassini (XVIIIe siècle), la carte d'état-major (1820-1866) et les cartes ou photos aériennes de l'IGN pour la période actuelle (1950 à aujourd'hui).

### Voies de communication et transports

#### Transports
Par train : les gares de Barbotan et de Cazaubon étaient situées sur la ligne secondaire Nérac - Mont-de-Marsan, construite entre 1890 et 1897 par la Compagnie des chemins de fer du Midi. Le train présidentiel d'Armand Fallières, originaire de Mézin, située sur la ligne, parcourut cette dernière régulièrement entre 1906 et 1913. À partir des années 1930 apparut un nouveau type d'autorails rapides sur pneus, la Micheline. Malgré cela, la faiblesse du trafic conduisit la SNCF à fermer la totalité de la ligne au trafic voyageurs en 1938 et à l'abandonner aux autocars. En 1940, la pénurie  de carburant incita la SNCF à rouvrir la ligne aux voyageurs, desservie par trains à vapeur, ce jusqu'en 1944, date à laquelle  elle est de nouveau fermée. La ligne demeurera toutefois partiellement ouverte au trafic marchandises jusqu'en 1969, sera déclassée en 1972 puis déferrée entre Mézin et Mont-de-Marsan de 1973 à 1975, la section Nérac-Mézin demeurant intacte et ouverte en 2004 à l'exploitation du Train touristique de l'Albret. Aujourd'hui, la gare la plus proche de Barbotan et de Cazaubon est Mont-de-Marsan (38 km, TER uniquement), ralliée par autocars, les gares TGV d'Agen et de Bordeaux (via Marmande) l'étant également.
Avec la décision gouvernementale du 26 septembre 2015, Mont-de-Marsan bénéficiera d'une desserte directe par les TGV Paris-Toulouse, qui la placera à deux heures et demie de Paris à l'horizon 2025, Barbotan et Cazaubon, par correspondance d'autocars, se trouvant ainsi reliées à la capitale en un peu plus de trois heures.
- Par avion : l'aéroport le plus proche est celui de Tarbes-Lourdes-Pyrénées (85 km).
- Par la route : bon réseau secondaire. Les liaisons par autocars Paris-Barbotan, essayées il y a quelques années pendant la période de cure, jugées inconfortables et lentes par rapport au TGV, sont aujourd'hui abandonnées.

La ligne 952 du réseau liO relie la commune à Condom.

### Risques majeurs
Le territoire de la commune de Cazaubon est vulnérable à différents aléas naturels : météorologiques (tempête, orage, neige, grand froid, canicule ou sécheresse), inondations et séisme (sismicité très faible). Il est également exposé à un risque particulier : le risque de radon. Un site publié par le BRGM permet d'évaluer simplement et rapidement les risques d'un bien localisé soit par son adresse soit par le numéro de sa parcelle.

#### Risques naturels
Certaines parties du territoire communal sont susceptibles d’être affectées par le risque d’inondation par débordement de cours d'eau, notamment la Douze, l'Estampon, le Bergon et l'Uby. La cartographie des zones inondables en ex-Midi-Pyrénées réalisée dans le cadre du XIe Contrat de plan État-région, visant à informer les citoyens et les décideurs sur le risque d’inondation, est accessible sur le site de la DREAL Occitanie. La commune a été reconnue en état de catastrophe naturelle au titre des dommages causés par les inondations et coulées de boue survenues en 1993, 1999, 2003 et 2009,.

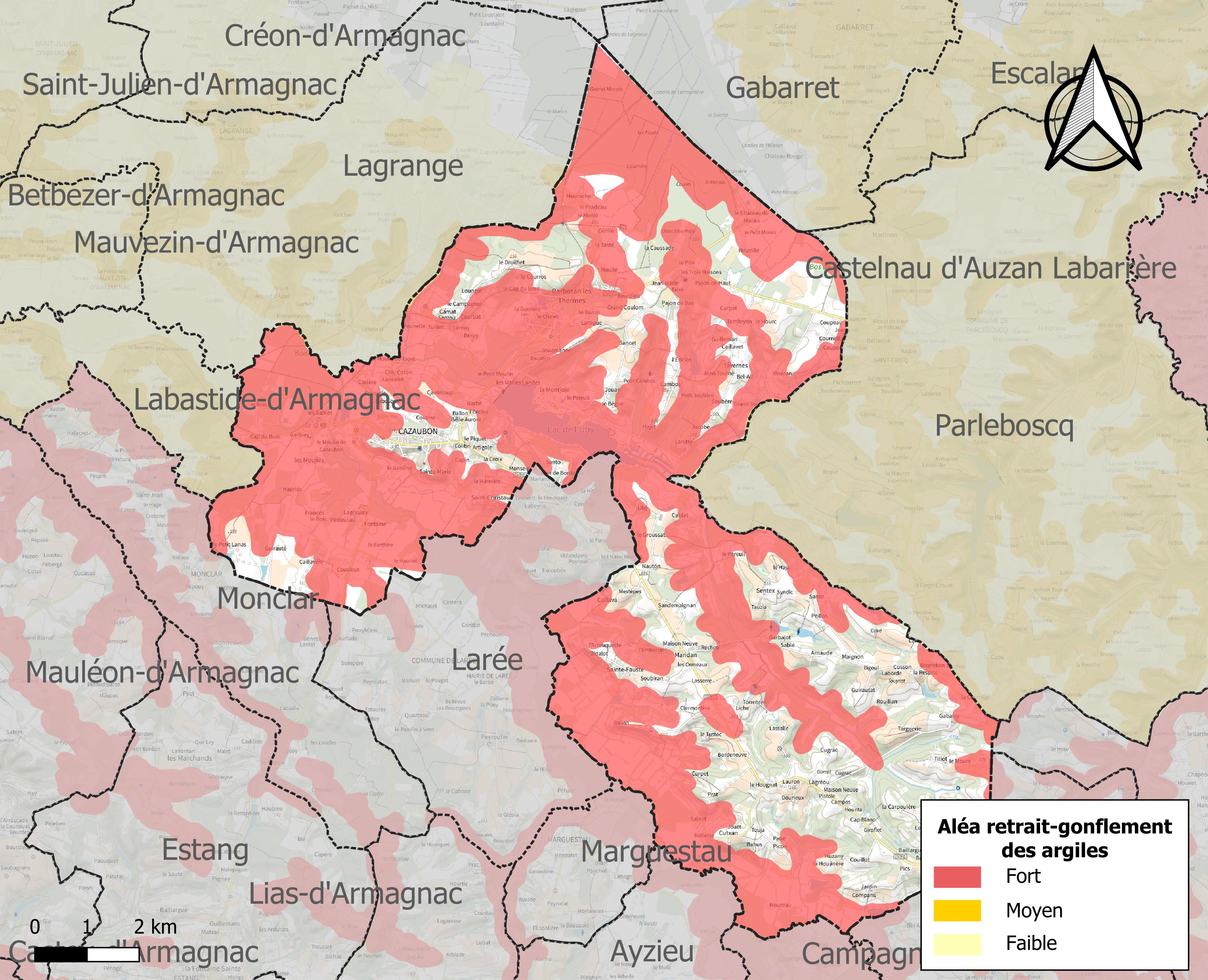
Carte des zones d'aléa retrait-gonflement des sols argileux de Cazaubon.

Le retrait-gonflement des sols argileux est susceptible d'engendrer des dommages importants aux bâtiments en cas d’alternance de périodes de sécheresse et de pluie. 64,9 % de la superficie communale est en aléa moyen ou fort (94,5 % au niveau départemental et 48,5 % au niveau national). Sur les 874 bâtiments dénombrés sur la commune en 2019, 398 sont en aléa moyen ou fort, soit 46 %, à comparer aux 93 % au niveau départemental et 54 % au niveau national. Une cartographie de l'exposition du territoire national au retrait gonflement des sols argileux est disponible sur le site du BRGM,.
Par ailleurs, afin de mieux appréhender le risque d’affaissement de terrain, l'inventaire national des cavités souterraines permet de localiser celles situées sur la commune.
Concernant les mouvements de terrains, la commune a été reconnue en état de catastrophe naturelle au titre des dommages causés par la sécheresse en 1989, 1992, 1993, 2002, 2011 et 2017 et par des mouvements de terrain en 1999.

#### Risque particulier
Dans plusieurs parties du territoire national, le radon, accumulé dans certains logements ou autres locaux, peut constituer une source significative d’exposition de la population aux rayonnements ionisants. Certaines communes du département sont concernées par le risque radon à un niveau plus ou moins élevé. Selon la classification de 2018, la commune de Cazaubon est classée en zone 2, à savoir zone à potentiel radon faible mais sur lesquelles des facteurs géologiques particuliers peuvent faciliter le transfert du radon vers les bâtiments.

## Toponymie
Les Gallo-Romains auraient découvert les bienfaits de l'eau, et auraient donné au lieu le nom de leur divinité des eaux thermales (Borvo) d'où le nom de Barbotan-les-Thermes sur la commune de Cazaubon.
Le nom de la station, autre explication, pourrait venir de la famille Barbotan qui s'implanta dans le pays vers 1220.

## Histoire
Couvert de vastes forêts et parsemé de marais inabordables, le pays fut d'abord habité par les Ibères, venus d'Espagne. Les Romains et les Barbares avaient apporté leur lot de ravages et de progrès, quand en 581, les Basques ou Vascons descendirent des sommets des Pyrénées pour aider leurs frères à repousser la domination des Francs. Devenus maîtres de la Vasconie qui prit alors le nom de Gascogne, ils décorèrent leur chef du titre de Duc. L'Aquitaine se morcela au fil des héritages en une multitude de circonscriptions, et vers 920, Bernard devint le premier comte d'Armagnac.
Le premier seigneur de Cazaubon fut Frédelon, comte de Gaure. Sa descendance tomba dans l'obscurité mais au bout de deux siècles, sa famille reparut au grand jour en portant fièrement le nom même de Cazaubon. Par mariage, la seigneurie passa ensuite à la famille de Lisle-Jourdain. Jourdain V rendit de grands services à Philippe le Bel qui dota Cazaubon de droits et de franchises communales, à une époque où, à côté du château, le bourg s'était transformé en ville murée. Son fils, d'un caractère violent et emporté, ouvrait régulièrement son château de Lisle à tous les brigands du pays qu'il surpassait en férocité. Malgré la protection de sa famille, de ses amis et du pape qui l'arrachèrent trois fois aux mains de la justice, il finit par être jugé et pendu à Paris, en 1323. Une partie de ses biens fut alors confisquée. Dévolue à la couronne, la seigneurie de Cazaubon fut cédée avec ses droits et ses dépendances à Jean Ier, comte d'Armagnac, par Philippe de Valois. L'église et le château de Barbotan dont le premier seigneur naquit en 1280, souffrirent des terribles ravages du Prince noir en 1355.
Bien connues du monde savant au XVe siècle, les eaux et les boues furent en pleine vogue aux XVIe et XVIIe siècles. Vers 1828, Clair-Joseph de Barbotan entreprit de restaurer et d'améliorer les thermes qui étaient dans un état déplorable, mettant au jour lors de ses travaux les traces de constructions romaines. Son fils poursuivit son œuvre, non sans aiguiser la rivalité de Jean-Baptiste Sourbé, propriétaire de la Garière, qui fut à l'origine d'un interminable procès. Les eaux de Barbotan attirèrent les plus grands personnages de l'histoire, parmi lesquels les comtes de Foix et d'Armagnac, les reines Marguerite et Jeanne d'Albret, Henri IV, Montaigne, Richelieu...
Le 27 juin 1991, l'incendie de l'établissement thermal de Barbotan-les-Thermes fit 21 morts en raison d'un seau de goudron renversé depuis la toiture de la piscine ( Fédération nationale des victimes d'attentats et d'accidents collectifs ).

### Liste des maires

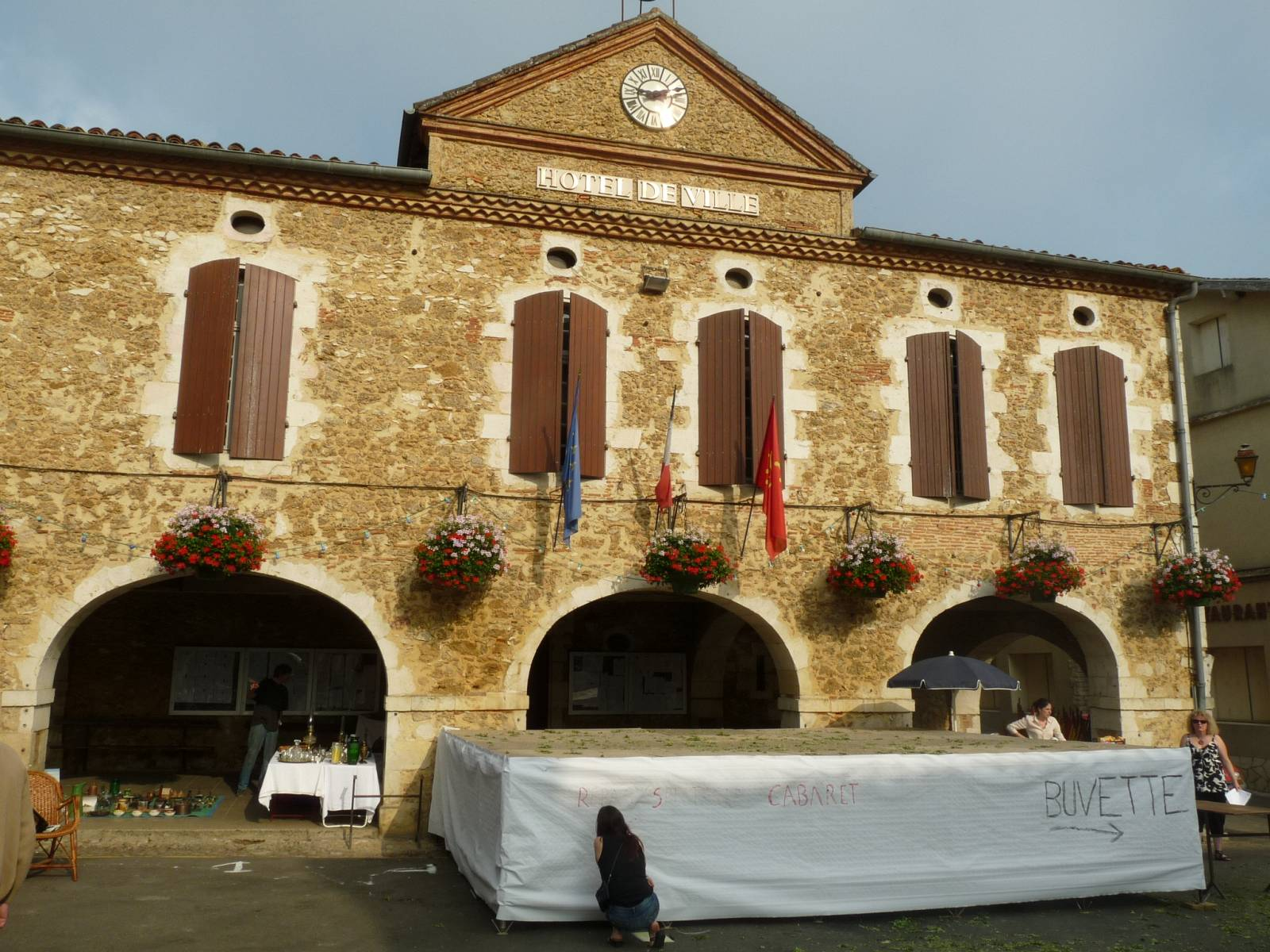
La mairie de Cazaubon.

## Démographie

### Évolution démographique
L'évolution du nombre d'habitants est connue à travers les recensements de la population effectués dans la commune depuis 1793. Pour les communes de moins de 10 000 habitants, une enquête de recensement portant sur toute la population est réalisée tous les cinq ans, les populations de référence des années intermédiaires étant quant à elles estimées par interpolation ou extrapolation. Pour la commune, le premier recensement exhaustif entrant dans le cadre du nouveau dispositif a été réalisé en 2005.

En 2022, la commune comptait 1 663 habitants, en évolution de +0,91 % par rapport à 2016 (Gers : +1,04 %, France hors Mayotte : +2,11 %).
| 1793  | 1800  | 1806  | 1821  | 1831  | 1841  | 1846  | 1851  | 1856  |
| ----- | ----- | ----- | ----- | ----- | ----- | ----- | ----- | ----- |
| 2 266 | 1 179 | 2 371 | 2 407 | 2 456 | 2 657 | 2 600 | 2 728 | 2 691 |

| 1861  | 1866  | 1872  | 1876  | 1881  | 1886  | 1891  | 1896  | 1901  |
| ----- | ----- | ----- | ----- | ----- | ----- | ----- | ----- | ----- |
| 2 800 | 2 798 | 2 666 | 2 757 | 2 839 | 2 845 | 2 591 | 2 617 | 2 520 |

| 1906  | 1911  | 1921  | 1926  | 1931  | 1936  | 1946  | 1954  | 1962  |
| ----- | ----- | ----- | ----- | ----- | ----- | ----- | ----- | ----- |
| 2 427 | 2 231 | 1 877 | 1 953 | 1 841 | 1 778 | 1 856 | 1 756 | 1 701 |

| 1968  | 1975  | 1982  | 1990  | 1999  | 2005  | 2006  | 2010  | 2015  |
| ----- | ----- | ----- | ----- | ----- | ----- | ----- | ----- | ----- |
| 1 691 | 1 638 | 1 635 | 1 605 | 1 545 | 1 622 | 1 612 | 1 707 | 1 661 |

| 2020  | 2022  | - | - | - | - | - | - | - |
| ----- | ----- | - | - | - | - | - | - | - |
| 1 670 | 1 663 | - | - | - | - | - | - | - |

### Pyramide des âges
La population de la commune est relativement âgée.
En 2018, le taux de personnes d'un âge inférieur à 30 ans s'élève à 20,7 %, soit en dessous de la moyenne départementale (27,7 %). À l'inverse, le taux de personnes d'âge supérieur à 60 ans est de 44,0 % la même année, alors qu'il est de 35,0 % au niveau départemental.
En 2018, la commune comptait 806 hommes pour 833 femmes, soit un taux de 50,82 % de femmes, légèrement inférieur au taux départemental (51,23 %).
Les pyramides des âges de la commune et du département s'établissent comme suit.
| Hommes | Classe d’âge | Femmes |
| ------ | ------------ | ------ |
| 1,5    | 90 ou +      | 3,0    |
| 14,5   | 75-89 ans    | 16,1   |
| 25,2   | 60-74 ans    | 27,6   |
| 24,0   | 45-59 ans    | 20,6   |
| 11,5   | 30-44 ans    | 14,5   |
| 11,0   | 15-29 ans    | 8,0    |
| 12,2   | 0-14 ans     | 10,3   |

| Hommes | Classe d’âge | Femmes |
| ------ | ------------ | ------ |
| 1,4    | 90 ou +      | 2,9    |
| 10,6   | 75-89 ans    | 13     |
| 22,1   | 60-74 ans    | 21,9   |
| 21,5   | 45-59 ans    | 21,2   |
| 15,3   | 30-44 ans    | 15,4   |
| 13,5   | 15-29 ans    | 11,6   |
| 15,6   | 0-14 ans     | 13,9   |

## Économie

### Revenus
En 2018  (données Insee publiées en septembre 2021), la commune compte 822 ménages fiscaux, regroupant 1 515 personnes. La médiane du revenu disponible par unité de consommation est de 18 910 € (20 820 € dans le département).

### Emploi
|                | 2008  | 2013  | 2018   |
| -------------- | ----- | ----- | ------ |
| Commune        | 9,2 % | 8,5 % | 10,3 % |
| Département    | 6,1 % | 7,5 % | 8,2 %  |
| France entière | 8,3 % | 10 %  | 10 %   |

En 2018, la population âgée de 15 à 64 ans s'élève à 868 personnes, parmi lesquelles on compte 75,6 % d'actifs (65,3 % ayant un emploi et 10,3 % de chômeurs) et 24,4 % d'inactifs,. Depuis 2008, le taux de chômage communal (au sens du recensement) des 15-64 ans est supérieur à celui de la France et du département.
La commune est hors attraction des villes,. Elle compte 825 emplois en 2018, contre 798 en 2013 et 797 en 2008. Le nombre d'actifs ayant un emploi résidant dans la commune est de 596, soit un indicateur de concentration d'emploi de 138,5 % et un taux d'activité parmi les 15 ans ou plus de 47,3 %.
Sur ces 596 actifs de 15 ans ou plus ayant un emploi, 345 travaillent dans la commune, soit 58 % des habitants. Pour se rendre au travail, 78,9 % des habitants utilisent un véhicule personnel ou de fonction à quatre roues, 0,7 % les transports en commun, 8,4 % s'y rendent en deux-roues, à vélo ou à pied et 12 % n'ont pas besoin de transport (travail au domicile).

### Activités hors agriculture

#### Secteurs d'activités
243 établissements sont implantés  à Cazaubon au 31 décembre 2019. Le tableau ci-dessous en détaille le nombre par secteur d'activité et compare les ratios avec ceux du département,.
| Secteur d'activité                                                                                        | Commune | Commune | Département |
| Secteur d'activité                                                                                        | Nombre  | %       | %           |
| --- | ------- | ------- | ----------- |
| Ensemble                                                                                                  | 243     | 100 %   | (100 %)     |
| Industrie manufacturière, industries extractives et autres                                                | 15      | 6,2 %   | (12,3 %)    |
| Construction                                                                                              | 17      | 7 %     | (14,6 %)    |
| Commerce de gros et de détail, transports, hébergement et restauration                                    | 97      | 39,9 %  | (27,7 %)    |
| Information et communication                                                                              | 2       | 0,8 %   | (1,8 %)     |
| Activités financières et d'assurance                                                                      | 10      | 4,1 %   | (3,5 %)     |
| Activités immobilières                                                                                    | 25      | 10,3 %  | (5,2 %)     |
| Activités spécialisées, scientifiques et techniques et activités de services administratifs et de soutien | 18      | 7,4 %   | (14,4 %)    |
| Administration publique, enseignement, santé humaine et action sociale                                    | 38      | 15,6 %  | (12,3 %)    |
| Autres activités de services                                                                              | 21      | 8,6 %   | (8,3 %)     |

Le secteur du commerce de gros et de détail, des transports, de l'hébergement et de la restauration est prépondérant sur la commune puisqu'il représente 39,9 % du nombre total d'établissements de la commune (97 sur les 243 entreprises implantées  à Cazaubon), contre 27,7 % au niveau départemental.

#### Entreprises et commerces
Les cinq entreprises ayant leur siège social sur le territoire communal qui génèrent le plus de chiffre d'affaires en 2020 sont : 
- Arenea, supermarchés (14 147 k€)
- Clos D'armagnac, hébergement médicalisé pour personnes âgées (3 408 k€)
- Terre Et Soleil, commerce de détail de fruits et légumes en magasin spécialisé (221 k€)
- Societe De Negoce De Bois Bonnet, commerce de gros (commerce interentreprises) de combustibles et de produits annexes (161 k€)
- Mauri, activités des sociétés holding (23 k€)

### Viticulture
Le canton de Cazaubon se situe dans la région viticole du Bas-Armagnac. À l'ouest du Gers et adossée aux forêts landaises, la région s'appelle aussi l'Armagnac noir à cause de ses bosquets de chênes. Le sol de boulbène recouvre un sous-sol de sables blonds et d'argile, restes de dépôts de l'âge tertiaire. Les vins récoltés sont de degré faible et de forte acidité. Cultivée sur les coteaux et les collines, la vigne donne des raisins parfumés grâce à la douceur du climat et à l'humidité. Ces vins sont parfaits pour la distillation et produisent des eaux-de-vie d'armagnac de qualité.

### Agriculture
La commune est dans le Bas-Armagnac, une petite région agricole occupant une partie ouest du département du Gers. En 2020, l'orientation technico-économique de l'agriculture  sur la commune est la polyculture et/ou le polyélevage.
|               | 1988  | 2000  | 2010  | 2020  |
| ------------- | ----- | ----- | ----- | ----- |
| Exploitations | 109   | 90    | 52    | 46    |
| SAU (ha)      | 3 043 | 3 165 | 2 736 | 2 811 |

Le nombre d'exploitations agricoles en activité et ayant leur siège dans la commune est passé de 109 lors du recensement agricole de 1988  à 90 en 2000 puis à 52 en 2010 et enfin à 46 en 2020, soit une baisse de 58 % en 32 ans. Le même mouvement est observé à l'échelle du département qui a perdu pendant cette période 51 % de ses exploitations,. La surface agricole utilisée sur la commune a également diminué, passant de 3 043 ha en 1988 à 2 811 ha en 2020. Parallèlement la surface agricole utilisée moyenne par exploitation a augmenté, passant de 28 à 61 ha.

### Les thermes
Barbotan les Thermes est une station thermale dont les eaux et les boues ont pour particularité de soigner les affections rhumatismales et phlébologiques, les douleurs ostéo-articulaires et les arthrites.
L'utilisation des eaux et des boues thermales de Barbotan dans un but thérapeutique était déjà connue avant l'ère chrétienne. Au cours du XVIe siècle d'illustres personnages viennent y soigner leurs douleurs : le maréchal Blaise de Monluc, Montaigne, Henri de Navarre.
Elle est l'une de rares stations qui permet de traiter simultanément les affections veineuses et rhumatologiques.
Barbotan est l'une des trois stations thermales qui restent dans le Gers avec Castera-Verduzan et Lectoure. Barbotan représente 90 % des curistes. La station a cependant fait l'objet d'un grave incendie au début des années 1990, qui a provoqué, à la suite d'une série de négligences (à l'époque), une vingtaine de morts.
Les sources, peut-être en fonction de leur faible débit, furent l'objet d'un intérêt particulier dans la Gascogne gersoise. Depuis la Renaissance, médecins, scientifiques, investisseurs ont multiplié les équipements et les hébergements. Le XIXe siècle fut l'âge d'or du thermalisme et une quinzaine de sources était exploitée. Pour Barbotan, comme pour les autres centres gersois, tout a été mis en œuvre pour concurrencer les thermes des Pyrénées : recours à un style architectural néo-classique (fronton, péristyle...) pour signifier l'ancienneté des sources, ouverture d'un casino, création de zones de pêches au lac d'Uby, aménagement de parcs propices à la promenade, proposition d'un large éventail de soins.
Les eaux qui émergent à 38 °C et sont utilisées à 36 °C pour les soins sont bicarbonatées calciques, silicatées, magnésiennes et sulfurées et dégagent du CO2 libre.
Les boues, d'une température de 38 à 42 °C sont formées de composés spécifiques humiques et siliceux.

Barbotan-les-Thermes
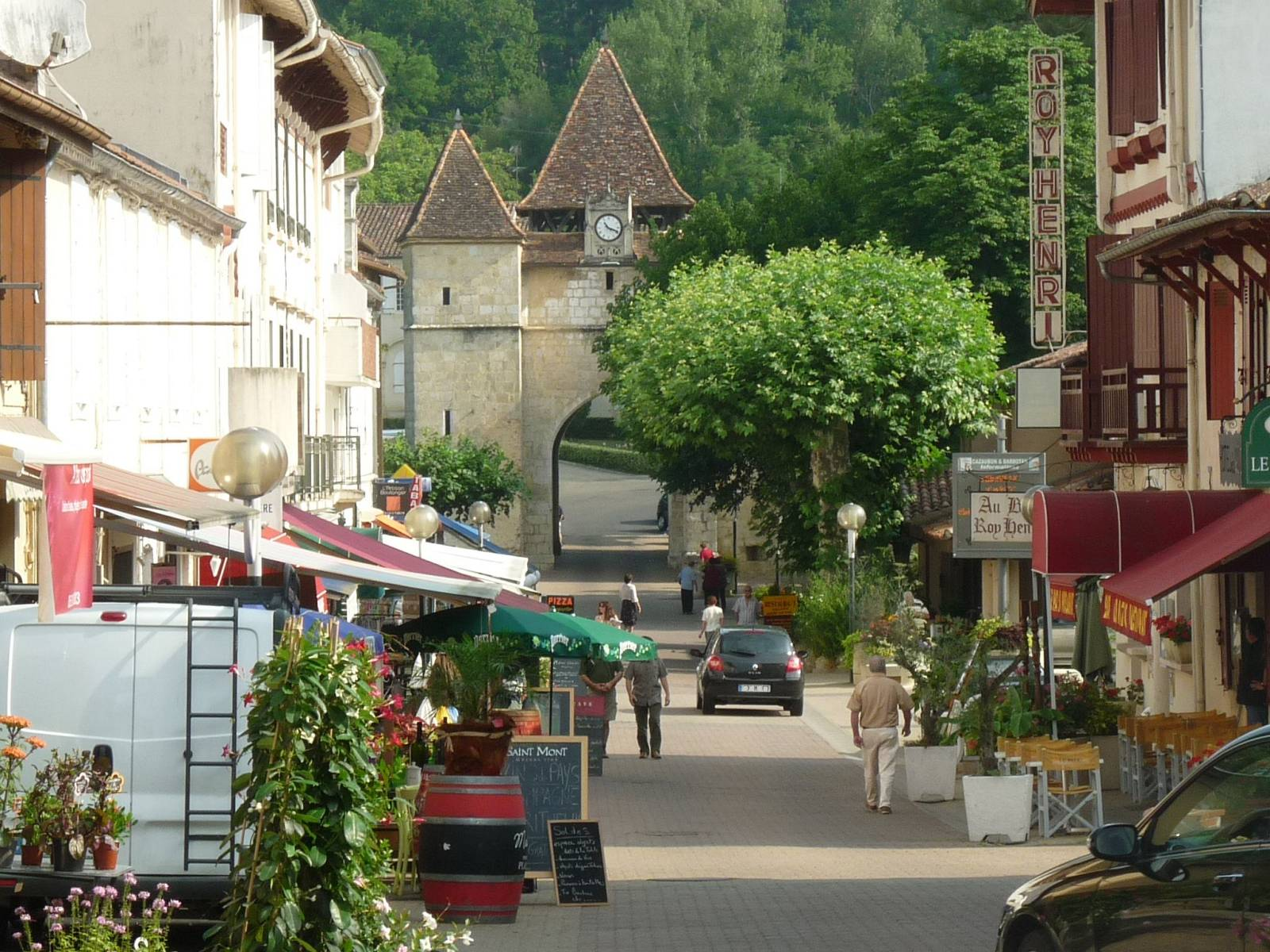
Rue principale.
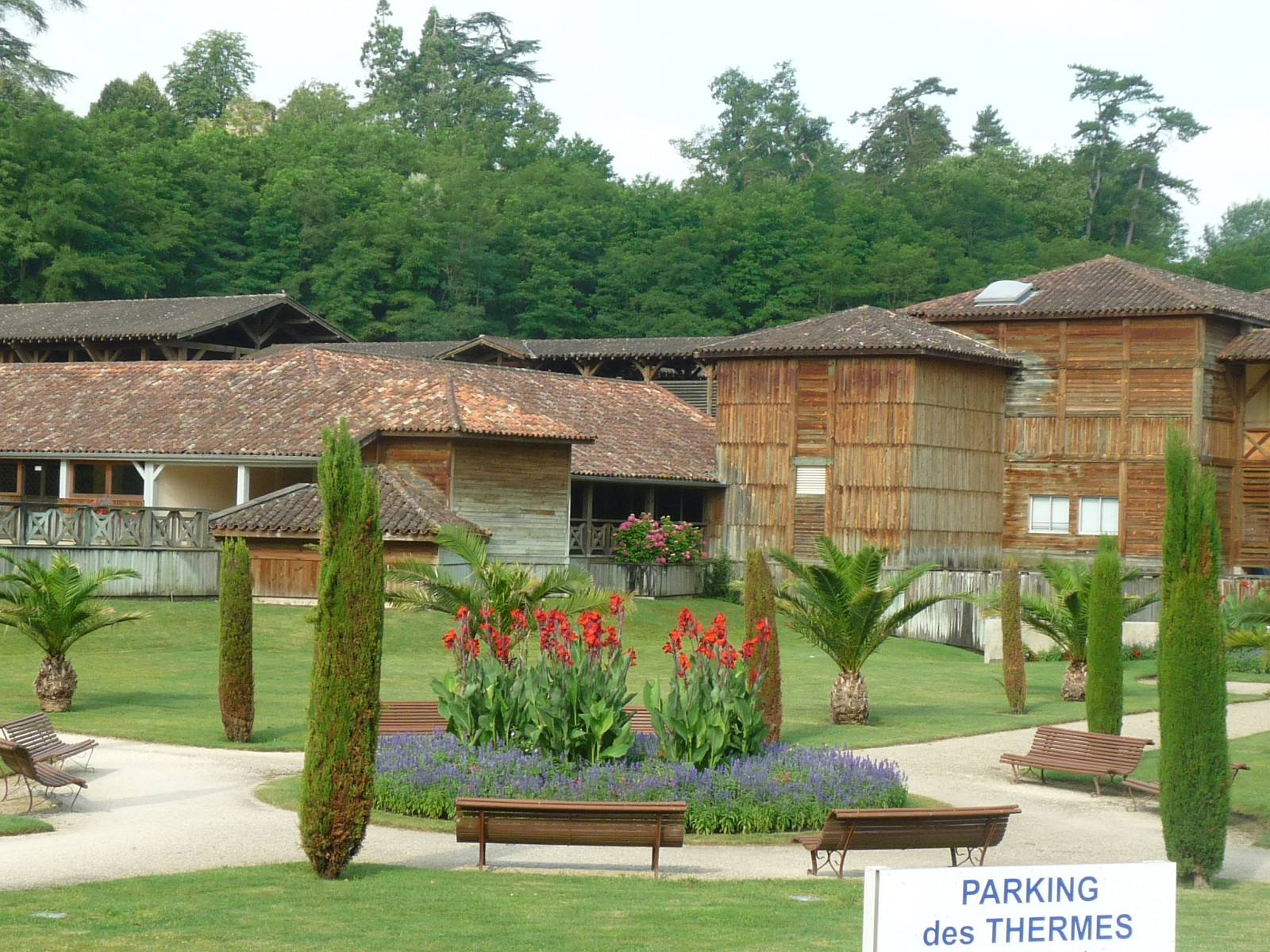
Les thermes.
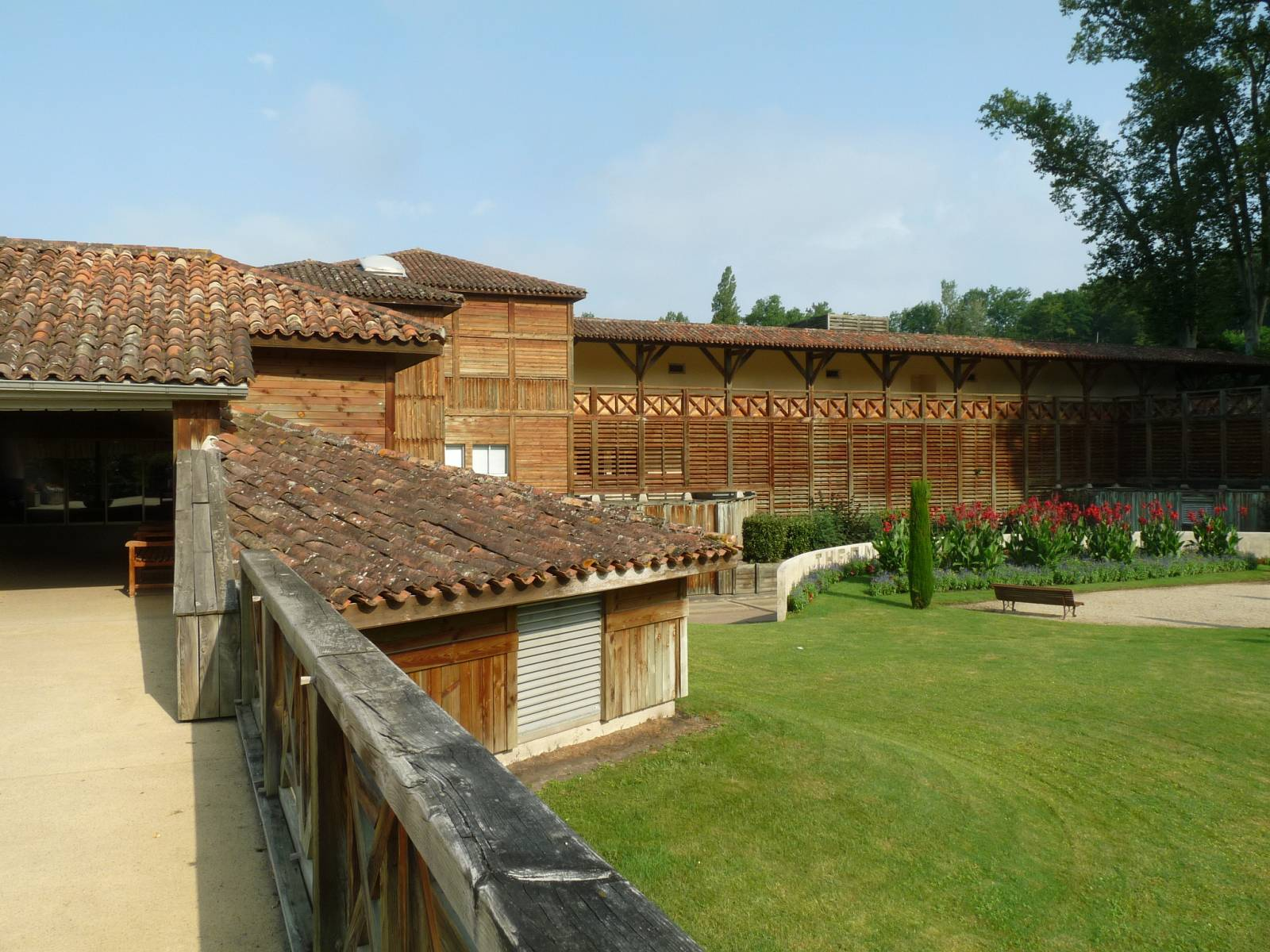
Le casino.
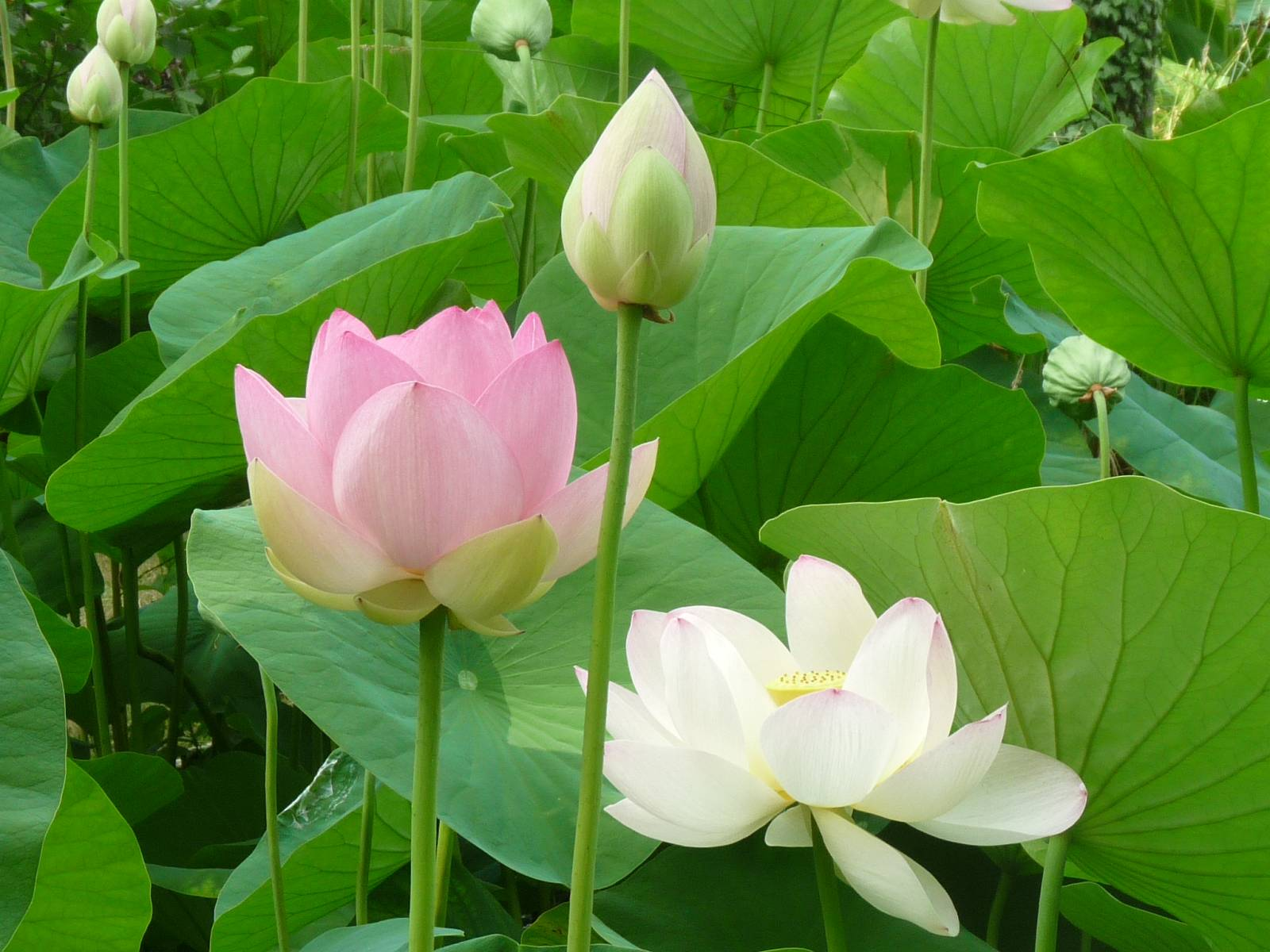
Le parc Adrien-Barthélémy et ses lotus.
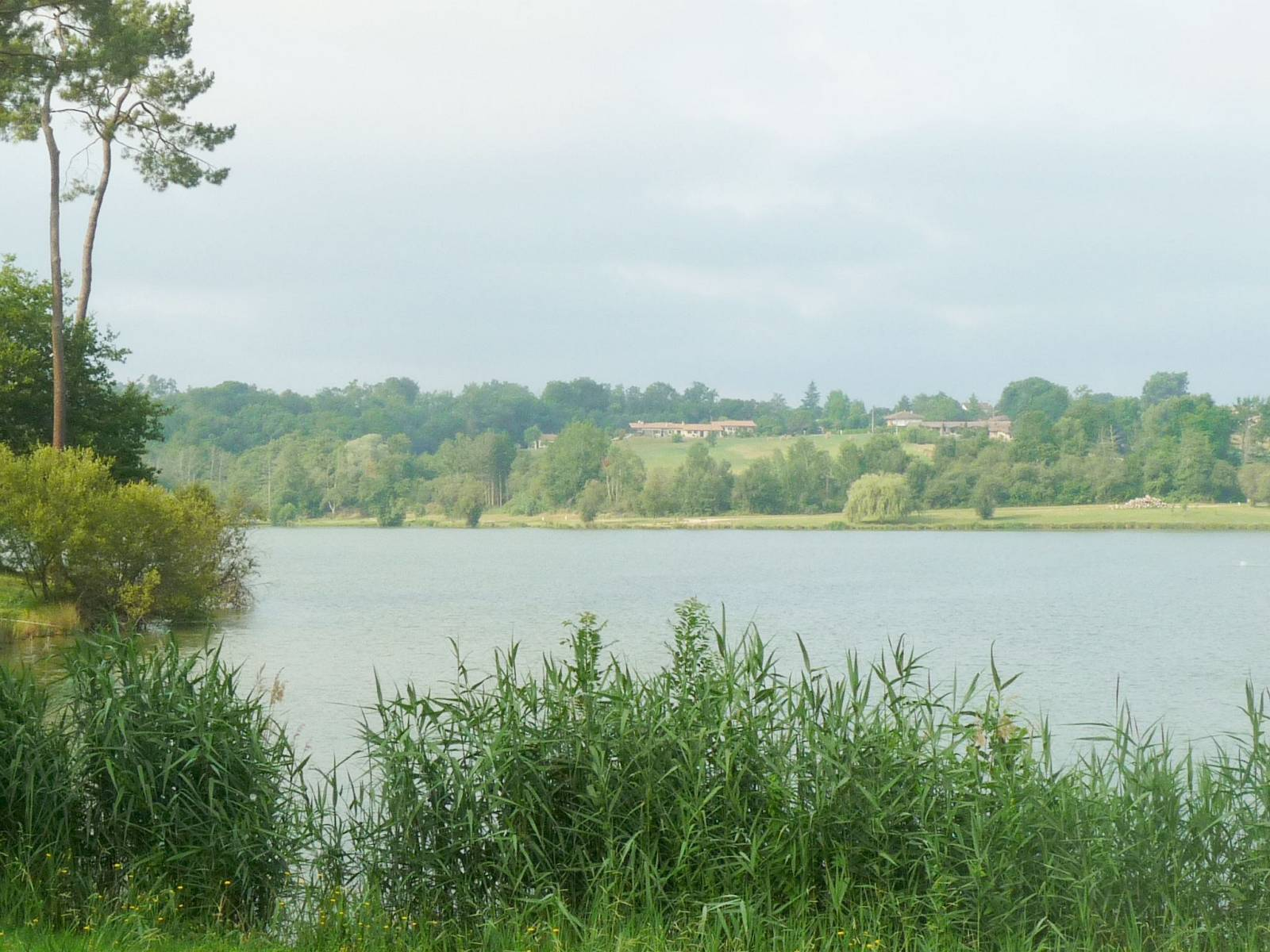
Le lac d'Uby.

## Culture locale et patrimoine

### Lieux et monuments
- Les arènes se remplissent à chaque manifestation locale, principalement en été. D'une contenance de 1 050 places assises, les arènes Jean-et-Gérard-Darrigade tiennent une place privilégiée dans la tauromachie bas-armagnacaise.
- Le parc Adrien-Barthélémy et ses splendides lotus roses.
- Des vestiges gallo-romains ont été découverts à Barbotan en 1828.
- Le lac de l'Uby avec ses 80 hectares et ses activités de pêche, de natation, de planche à voile mais surtout d'aviron où se déroulent depuis de nombreuses années les championnats de France.
- Ruines de l'église de Saint-Christau, dans les environs de Barbotan.
- Église Sainte-Fauste de Sainte-Fauste.
- Église Saint-Jean-Baptiste de Cutxan.
- Église de Sentex.
- Église de Tavernes.
- Église Saint-Martin de Cazaubon.
- Ancienne église Saint-Jean-Baptiste de Cazaubon

Le Vieux Cazaubon
Le Vieux Cazaubon, avec ses arcades et ses maisons à colombage, date du XIIIe siècle et a été classé comme bastide. Il abrite la mairie, l'ancienne église Saint-Jean-Baptiste, un ancien couvent, et l'église paroissiale Saint-Martin qui, devenue trop petite, a été doublée d'une nouvelle église achevée en 1870. Deux portes de ville subsistent encore : la porte du Hourrat (trou en gascon), côté ouest, et la porte d'Uzan (ou du Juzan, signifiant du bas), côté sud.

Vieux Cazaubon
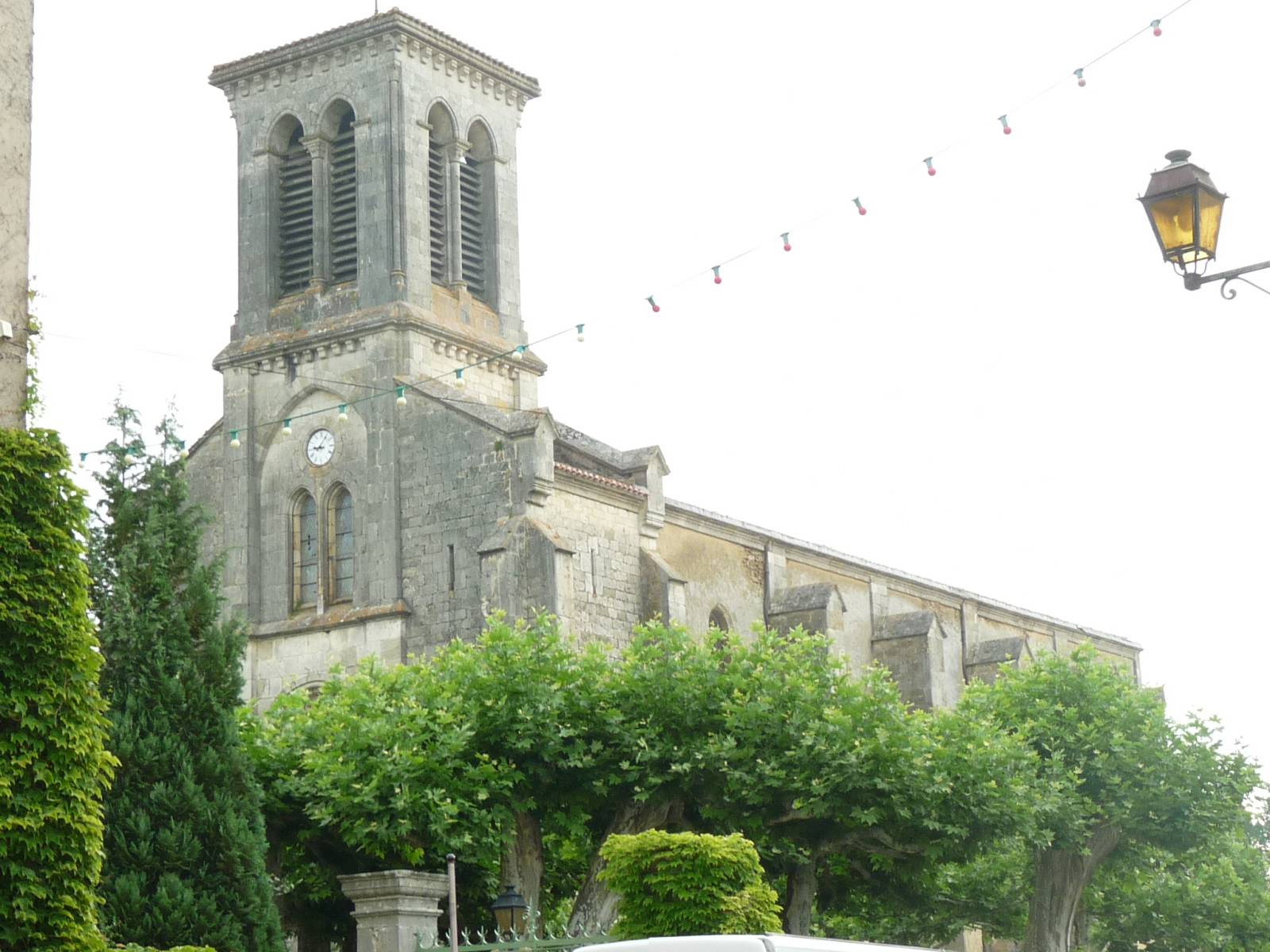
Église Saint-Martin de Cazaubon
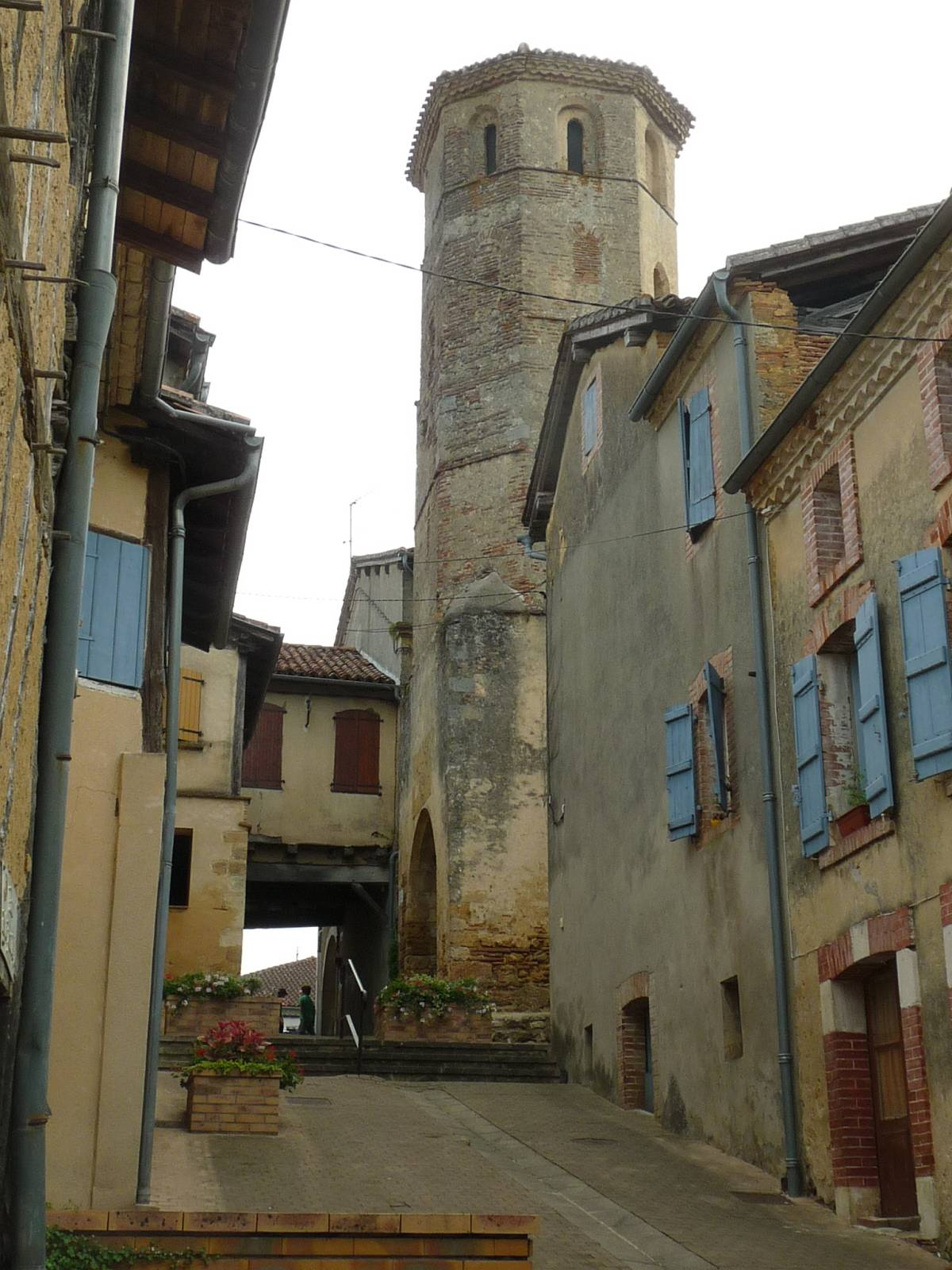
L'ancienne église Saint-Jean-Baptiste de Cazaubon
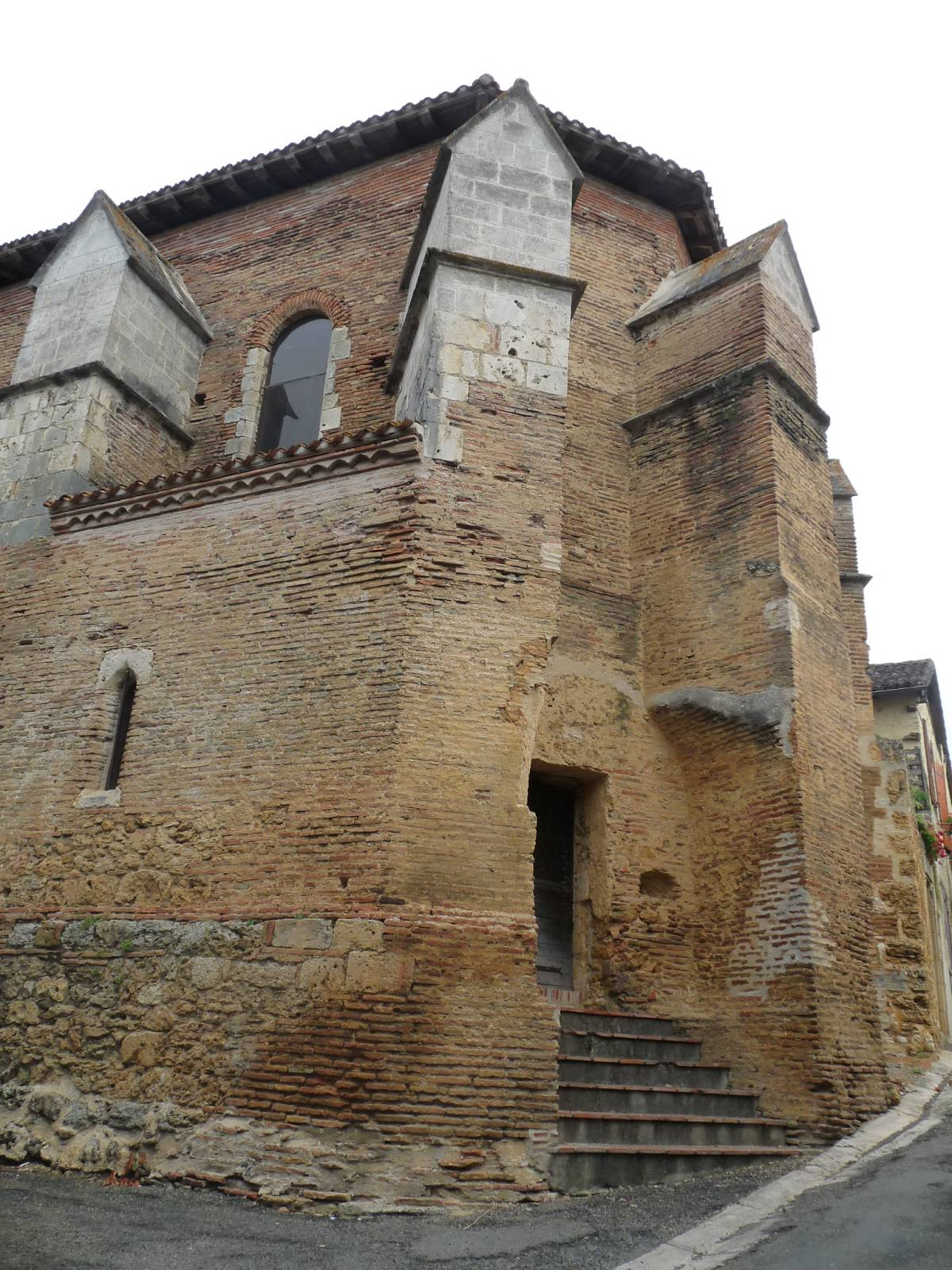
Chevet de l'ancienne église Saint-Jean-Baptiste de Cazaubon
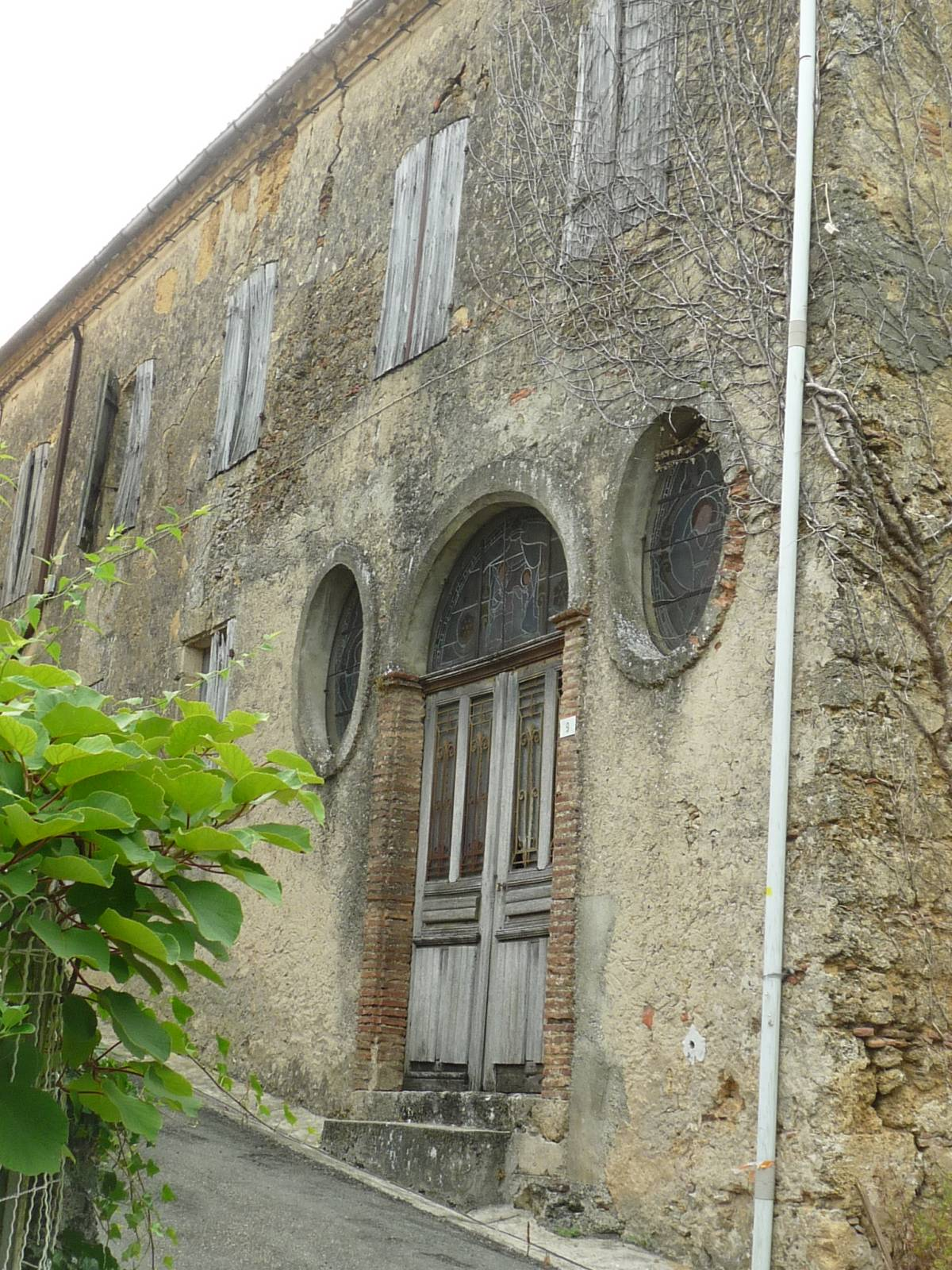
L'ancien couvent.
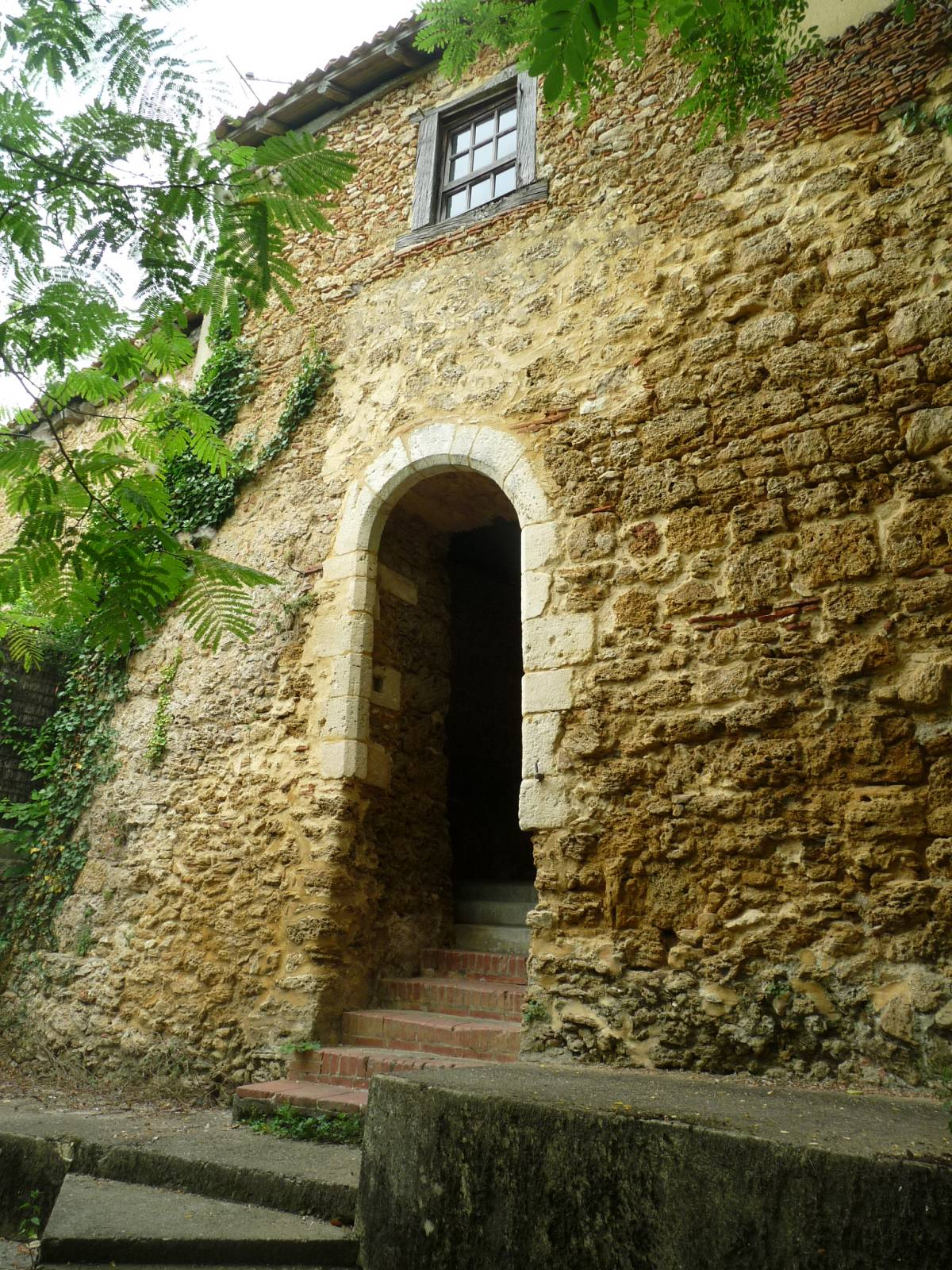
Porte d'Uzan.
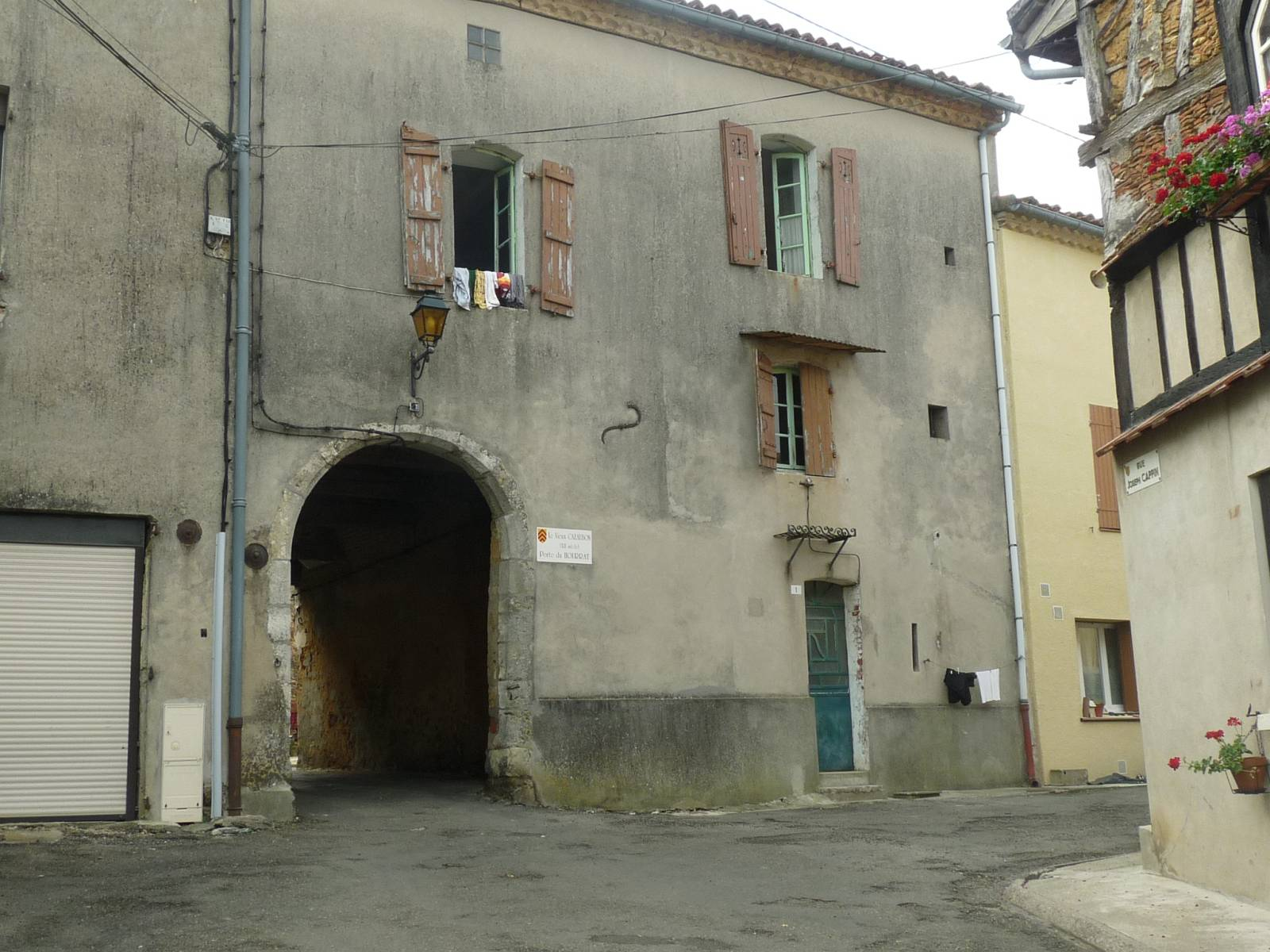
Porte du Hourrat.
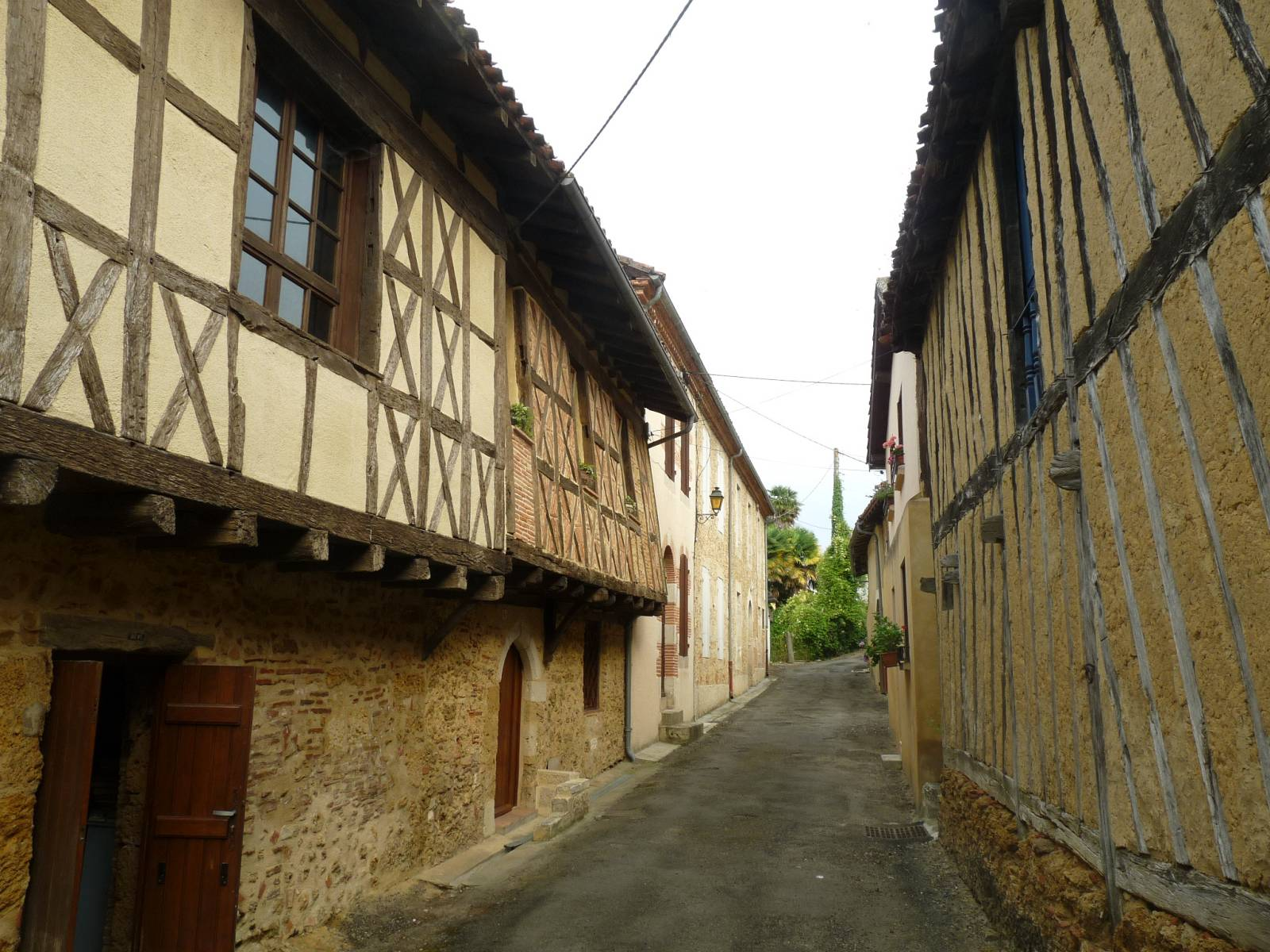
Maisons à colombage.
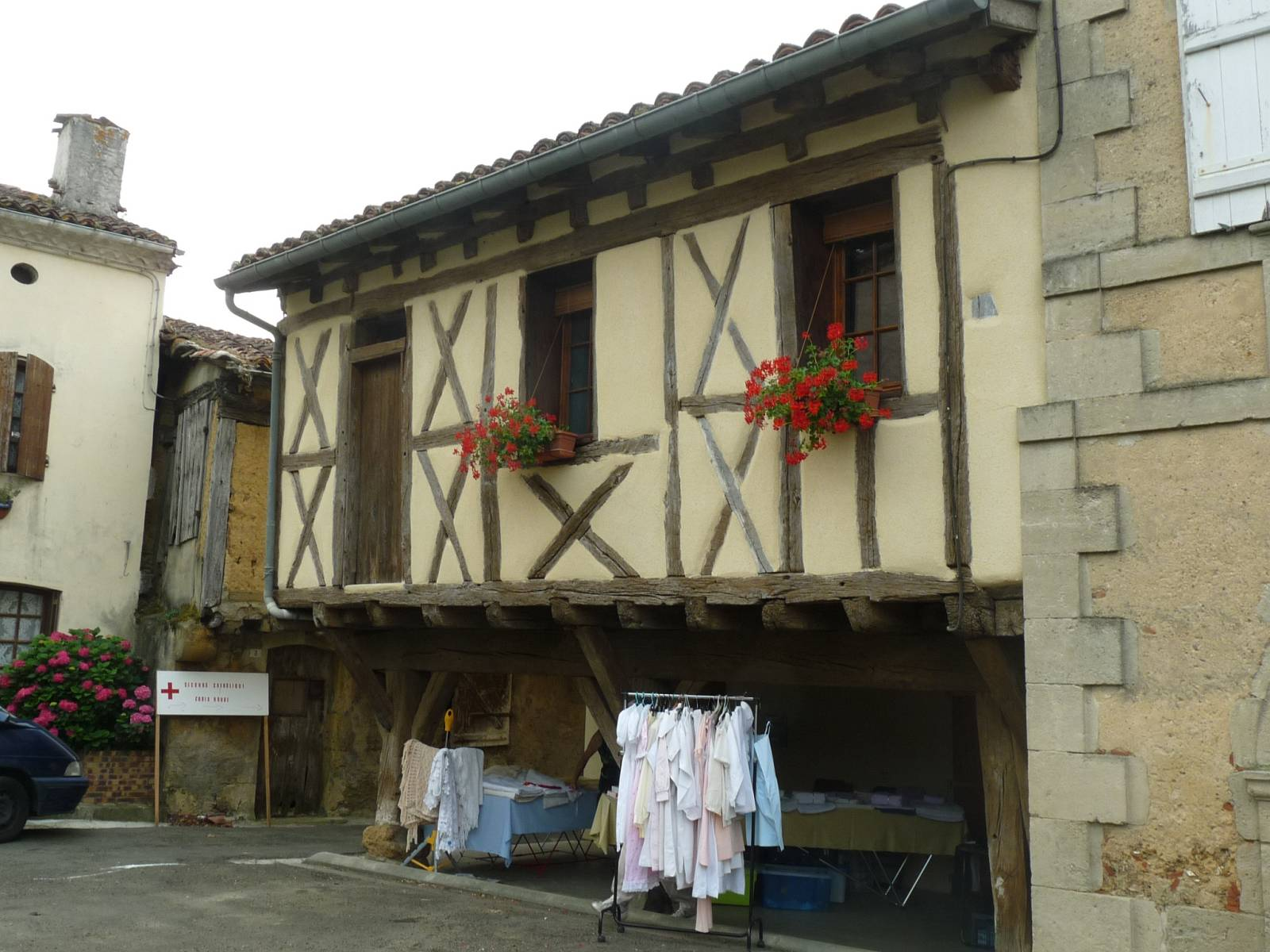

Le lac de l'Uby
Plan d’eau de 80 ha dans une vallée très évasée et arborée avec une piscine ludique de 700 m2, un bassin de 25 m, balnéothérapie, transats, parasols, petit bassin au lac aménagé et surveillé avec une plage de sable fin de 260 mètres, jeux gonflables aquatiques.
Le lac est l'un des sites privilégiés pour les compétitions d'aviron de haut niveau et l'aviron de tourisme. Le bassin accueille notamment les championnats de France de bateaux courts et handi-aviron, les régates internationales de Cazaubon, les championnats de ligue et de zones.
Le lac a été créé en 1972, il s'étend sur une superficie d’environ 72 ha. C'est un petit affluent de rive droite de la Douze. Il est classé zone protégée par Natura 2000 et fait partie des nombreux étangs de L’Armagnac.
Le château médiéval
Du château médiéval, il ne subsiste qu'une tour. Une légende a fait de ce monument la "Tour du Crime" : un seigneur de Barbotan se serait rendu coupable d'un meurtre à la suite duquel son château aurait été démoli, hors la tour, conservée comme témoin de son forfait.
Le château de Bégué

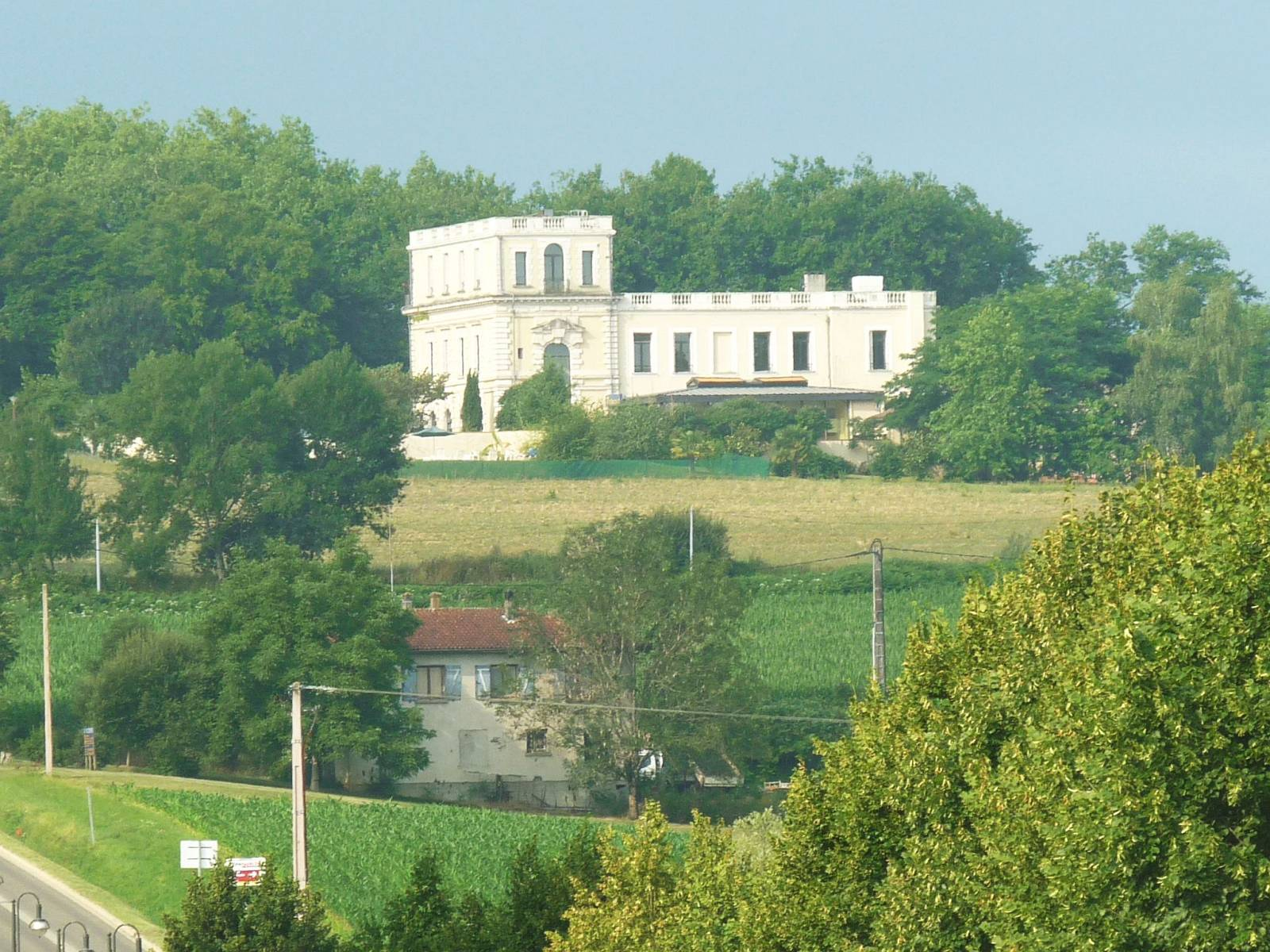
Le château du Bégué vu de Barbotan.

Le château de Bégué, situé à la sortie du bourg vers Barbotan, a été transformé en hôtel.
L'église Saint-Pierre de Barbotan
L'église Saint-Pierre de Barbotan a la particularité d'être aussi une ancienne porte de la ville datant du XVe et XVIe siècles. Elle est construite sur des pilotis car le sol est constitué de boues chaudes. Elle se compose d'une nef à quatre travées et d'un bas-côté de style roman. Elle est voutée et quelques clés de voûte sont de la même époque, notamment celles de la sacristie. La fenêtre du sanctuaire est couronnée par des arcs romans supportés par des colonnettes avec des chapiteaux et des bases du XIIIIe siècle.
L'édifice fut complètement remanié après la guerre de Cent Ans : les voûtes ont été refaites et les charpentes reposent directement sur les murs avec chevrons débordants.
Le porche extérieur à ogive abrite une porte  de style Renaissance. Le dessus a été transformé en forme de pyramide pour servir de clocher et en 1899, il reçut son horloge. Le fronton porte les armes de Cazaubon.
Le Portail Renaissance datant du XVIe siècle est inscrit à l'inventaire des monuments historiques depuis 1925. La Porte de ville de Barbotan est aussi inscrit à l'inventaire des monuments historiques depuis 1926.

L'église de Barbotan
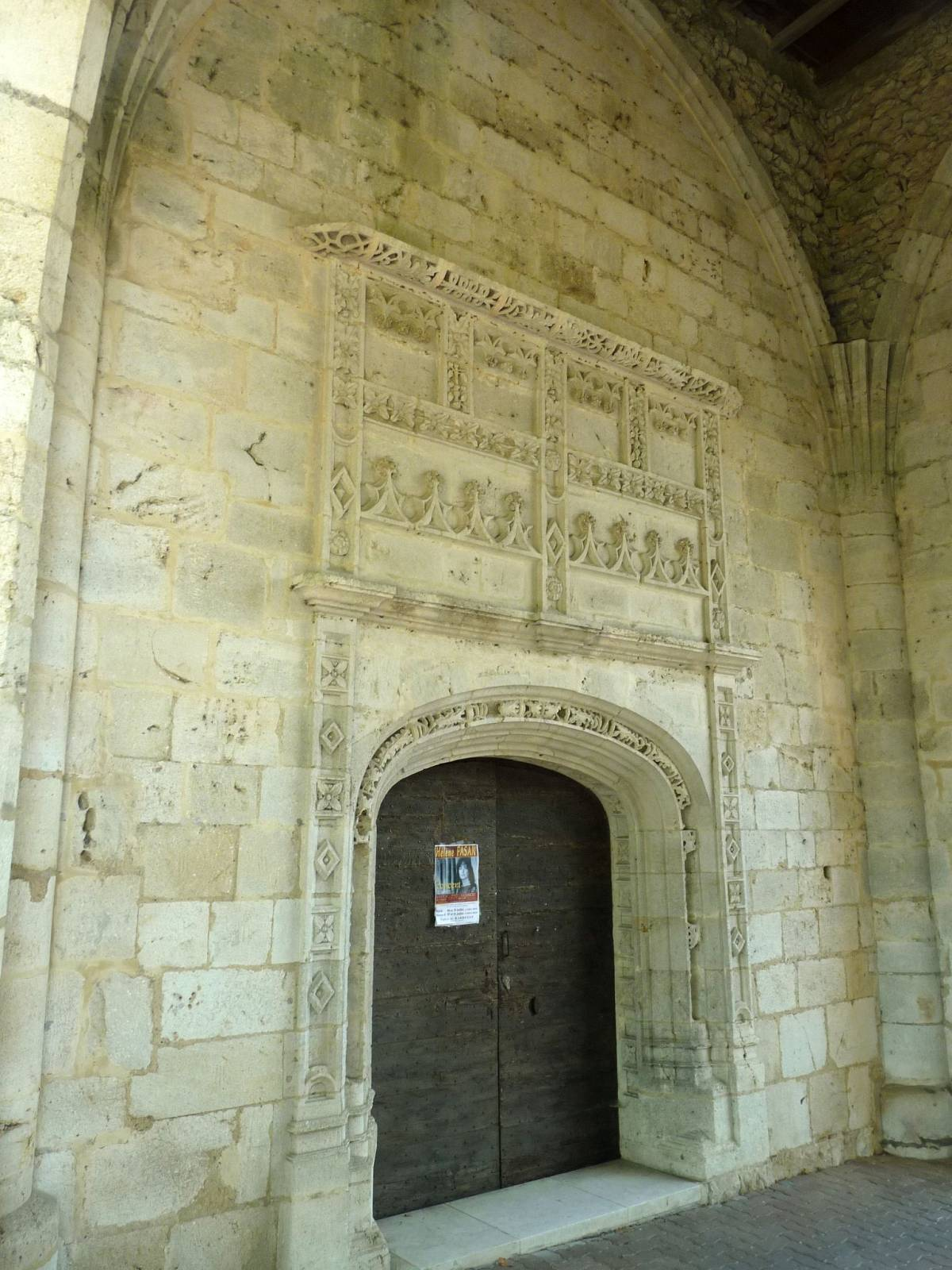
Le portail Renaissance.
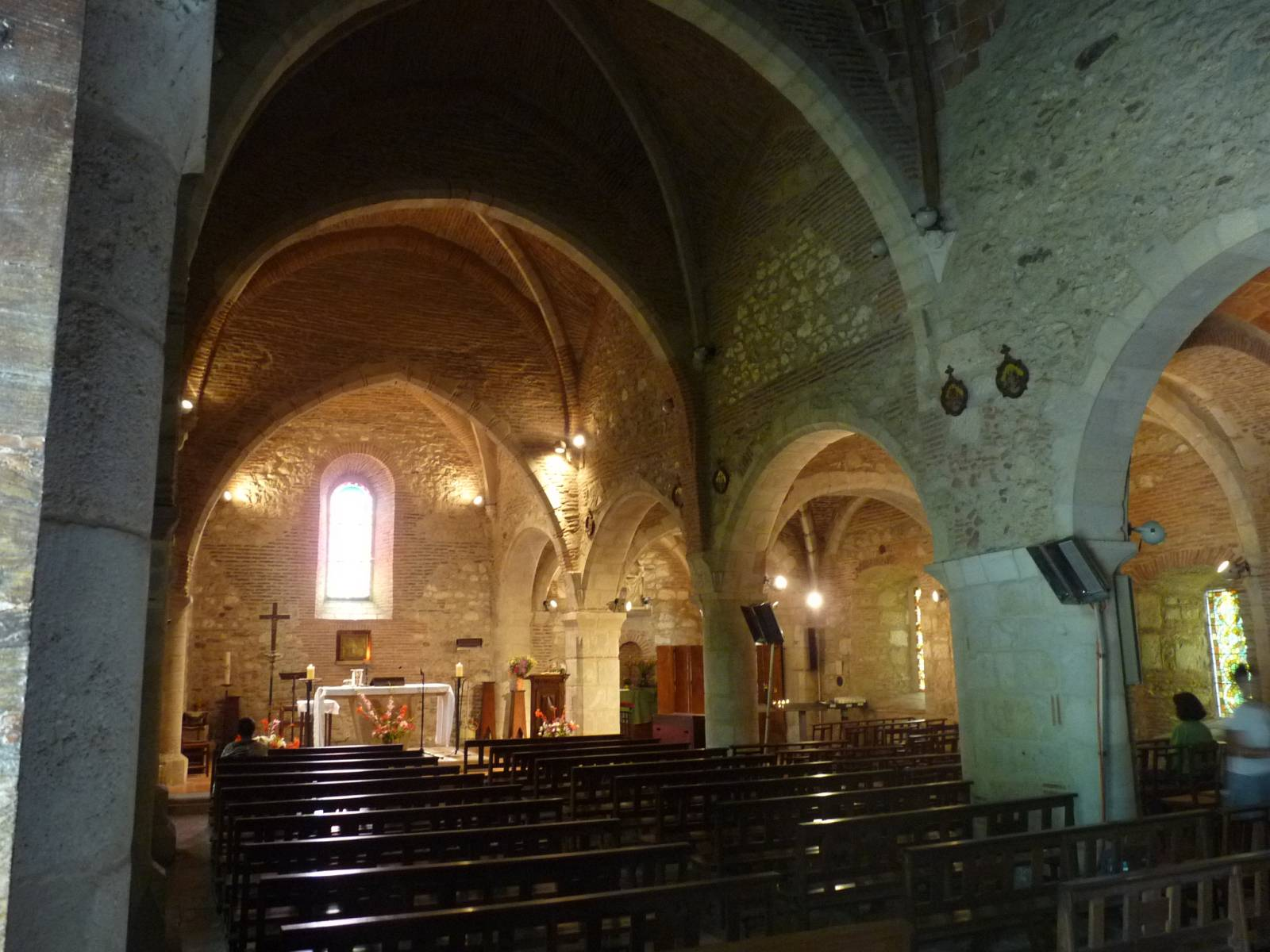
L'intérieur.
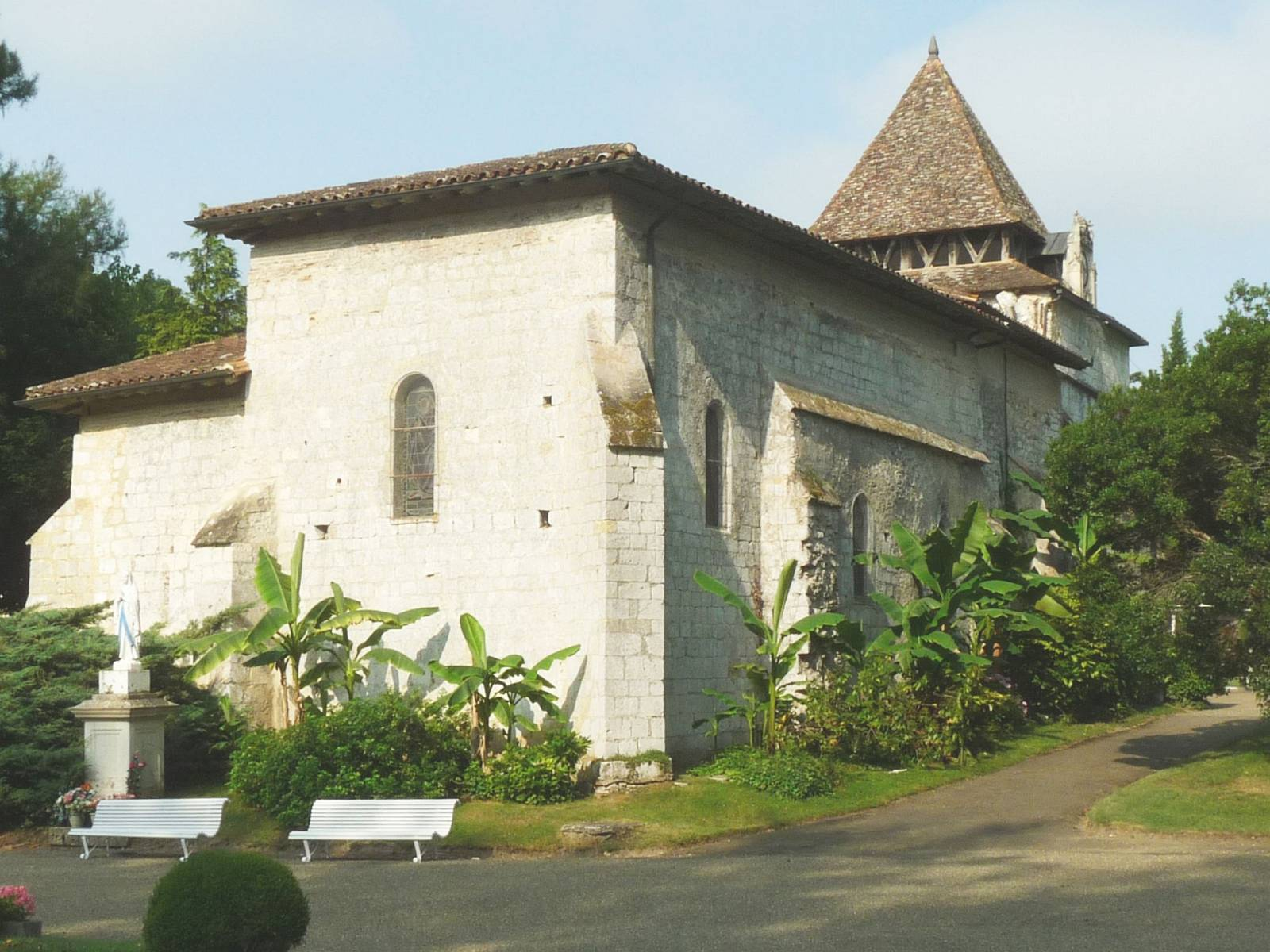
L'arrière.

### Personnalités liées à la commune
- Jean-François Capot de Feuillide (1750-1794) : propriétaire d'un domaine à Cazaubon ;
- Joseph Capin (1760-1842) : homme politique, mort à Cazaubon ;
- Eliza de Feuillide (1761-1813) : épouse de Jean-François Capot de Feuillide ;
- Léonce Couture (1832-1902), professeur puis doyen à l'Institut Catholique de Toulouse, érudit et écrivain français, né à Cazaubon ;
- Alexandre Dufrèche (1864-1919) : homme politique mort à Cazaubon ;
- Vila Glasberg (1907-1944), arrêté le 19 août 1943, au château de Bégué, où il dirige un centre pour réfugiés juifs et non-juifs, et déporté à Auschwitz où il meurt. Une plaque commémorative pour Vila Glasberg au château de Bégué est dévoilée en octobre 2014[42].

### Héraldique
| Blason | Blasonnement : D'or aux trois chevrons de gueules. |